# Mary I của Scotland
Mary của I Scotland (tiếng Anh: Mary, Queen of the Scots; tiếng Pháp: Marie Ire d’Écosse; 8 tháng 12, 1542 – 8 tháng 2, 1587), thường được gọi là Nữ vương Mary, Nữ hoàng Mary, Mary Stuart hoặc Mary, Nữ vương của người Scotland, là Nữ vương của Vương quốc Scotland từ ngày 14 tháng 12 năm 1542, đến ngày 24 tháng 7 năm 1567. Bà còn là Vương hậu của Vương quốc Pháp từ ngày 10 tháng 7 năm 1559 đến ngày 6 tháng 12 năm 1560. Tước hiệu Nữ vương của bà hay được gọi thành Nữ hoàng trong ngôn ngữ báo đài Việt Nam.
Mary là người con duy nhất còn sống sót của James V của Scotland, và bà trở thành Nữ vương kế vị cha mình khi chỉ vừa được 6 ngày tuổi kể từ khi cha bà qua đời, điều đó khiến bà trở thành một trong những quân chủ nhỏ tuổi nhất được ghi nhận trong lịch sử thế giới. Bà dành phần lớn tuổi thơ của mình ở Pháp trong khi Vương quốc Scotland được cai trị bởi các nhiếp chính. Vào năm 1558, bà kết hôn với Trữ quân nước Pháp là François thông qua những lợi ích đồng minh được kí kết giữa Pháp và Scotland. François đăng quang ngôi vua và trở thành vua Pháp năm 1559, biến Mary trở thành Vương hậu Pháp cho đến khi François qua đời vào tháng 12 năm 1560. Sớm rơi vào cảnh góa bụa, Mary trở lại triều đình Scotland, bà cập bến Leith ngày 19 tháng 8 năm 1561. Bốn năm sau, bà kết hôn với người em họ, Henry Stuart, Lãnh chúa Darnley, nhưng cuộc hôn nhân không hạnh phúc. Tháng 2 năm 1567, nơi ở của Darnley bị nổ tung và ông ta được phát hiện đã bị giết trong vườn.
James Hepburn, Bá tước thứ 4 xứ Bothwell, bị tình nghi là người đã gây ra cái chết của Darnley, nhưng ông ta được trắng án vào tháng 4 năm 1567, và tháng sau thì kết hôn với Mary. Sau một cuộc nổi loạn, Mary bị giam lỏng trong Lâu đài Loch Leven. Ngày 24 tháng 7 năm 1567, bà bị ép phải thoái vị và nhường ngôi cho hoàng tử James, người con trai mới 1 tuổi với Darnley. Sau nỗ lực giành lại ngai vàng bất thành, bà chạy trốn xuống phía nam tìm kiếm sự giúp đỡ từ người cô họ, Nữ vương Elizabeth I của Anh. Mary trước đó đã tuyên bố chủ quyền đối với ngai vàng của Elizabeth và nhận được sự ủng hộ từ những người Công giáo ở Anh, bao gồm cả những người tham gia vào một cuộc nổi loạn được gọi là Cuộc khởi nghĩa phương Bắc. Nhận thấy Mary là một mối đe dọa, Elizabeth giam lỏng bà ở nhiều tòa lâu đài và thành ấp khác nhau tại Anh quốc. Sau khoảng 18 năm rưỡi ở trong tù, Mary bị buộc tội phản quốc và bị chém đầu.

## Tuổi thơ

### Nữ vương trẻ tuổi

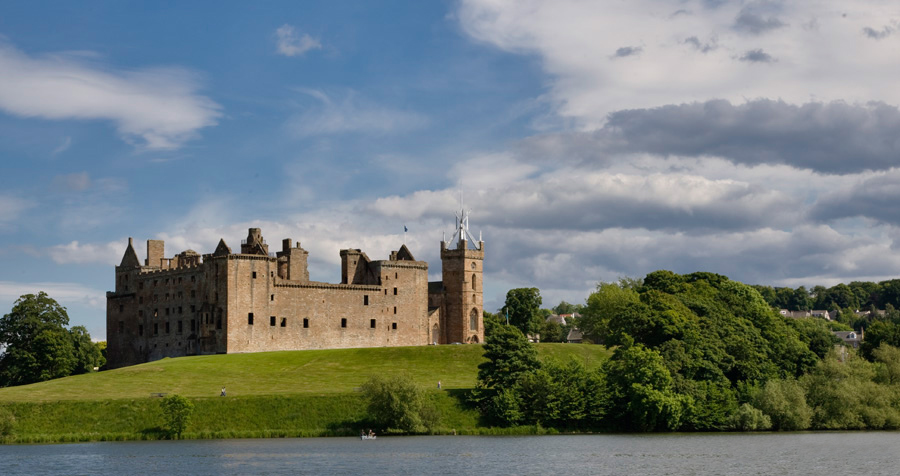
Cả Mary và cha bà đều chào đời ở Cung điện Linlithgow.

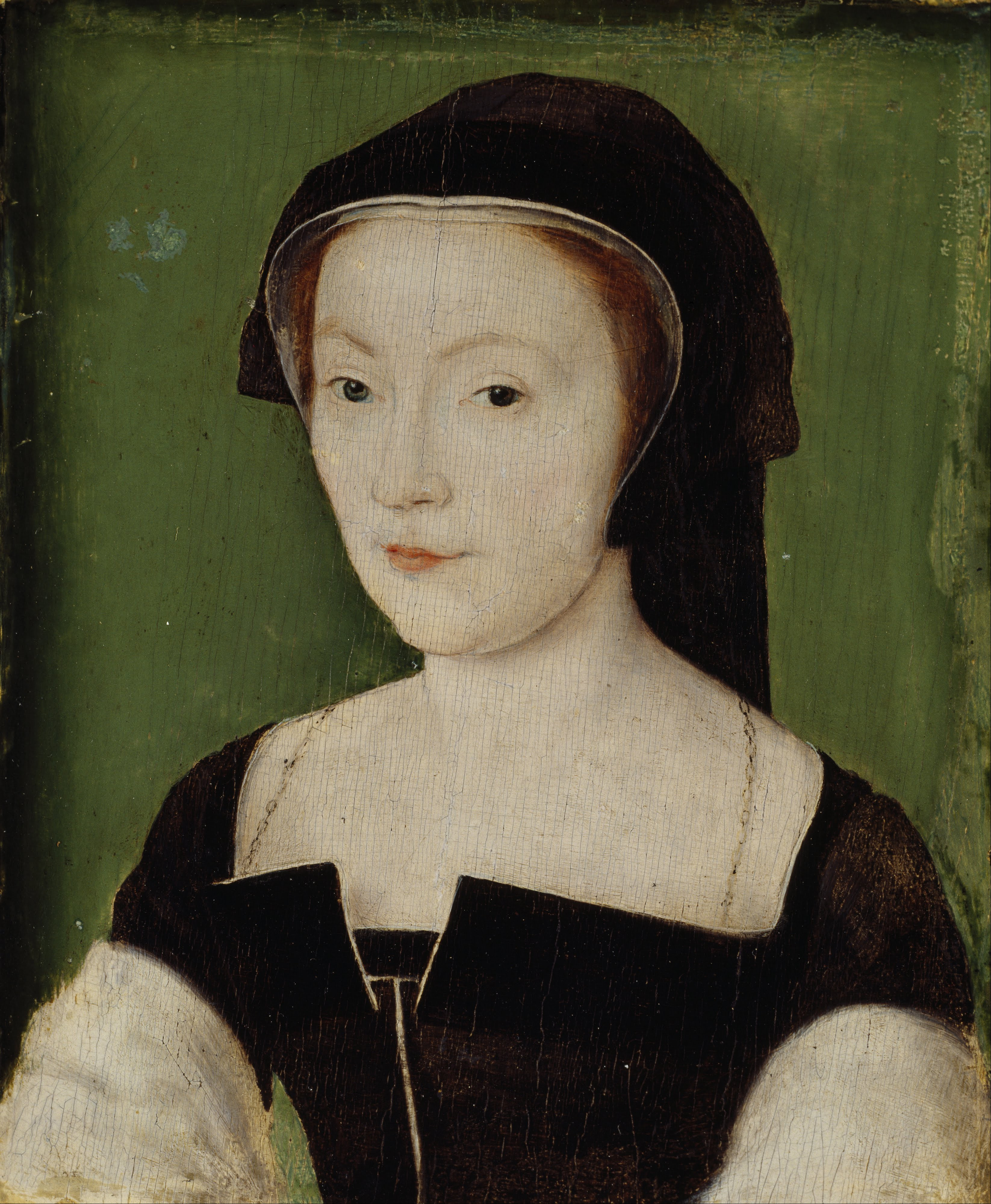
Mẹ của Mary Stuart, Marie xứ Guise.

Mary Stuart chào đời vào ngày 8 tháng 12 năm 1542 tại Linlithgow, Vương quốc Scotland. Bà là con gái của James V, Vua của người Scot, và người vợ thứ hai của ông, Mary xứ Guise, một phụ nữ quý tộc người Pháp. Mẹ bà được cho là đã sinh non và đứa bé chính là người con sống sót và người thừa kế duy nhất của Quốc vương James V. Bà là cháu họ của Quốc vương Henry VIII của Anh, thông qua bà nội của bà là Vương hậu Margaret Tudor, chị của Vua Henry VIII. Ngày 14 tháng 12, khoảng 6 ngày sau khi chào đời, Mary trở thành Nữ vương của người Scot khi phụ thân qua đời. Cái chết này của Vua James có thể là do suy sụp tinh thần từ thất bại trong Trận Solway Moss, hoặc là uống phải nguồn nước nhiễm độc trong khi tham gia chiến dịch.
Một câu chuyện được phổ biến rộng rãi, được kể lại lần đầu bởi John Knox, nói khi Vua James đang hấp hối trên giường bệnh thì được tin vợ ông sinh ra một bé gái, ông đã thốt lên rằng:"Bắt đầu do phụ nữ, và cũng sẽ chấm dứt bởi phụ nữ!" Sự thực, vương triều nhà Stuart giành được ngai vàng của Vương quốc Scotland bằng cuộc hôn nhân của Marjorie Bruce - con gái Robert the Bruce với Walter Stewart, High Steward thứ 6 Scotland. Vương miện đến với gia tộc của ông từ một người phụ nữ, và gia tộc ông cũng sẽ mất vương miện từ một người phụ nữ. Tuyên bố mang tính huyền thoại này đã trở thành sự thực nhiều năm sau đó - mặc dù không qua Mary mà là từ hậu duệ của bà, Nữ vương Anne.
Mary Stuart được rửa tội ở gần Nhà thời St Michael không bao lâu sau khi bà chào đời. Có tin đồn rằng bà rất yếu ớt, nhưng nhà ngoại giao người Anh, Ralph Sadler, khi đến thăm Cung điện Linlithgow tháng 3 năm 1543, ngắm nhìn đứa bé sơ sinh khi các nhũ mẫu mở khăn quấn ra, và ông viết rằng: "Đó thực sự là một đứa trẻ đẹp nhất mà tôi từng gặp. Một đứa trẻ có sức sống phi thường!"
Vì khi kế vị, Mary chỉ là một đứa bé sơ sinh, trong khi đó Vương quốc Scotland được cai trị bởi các nhiếp chính cho đến khi bà trưởng thành. Có hai thế lực có quyền nhiếp chính khi ấy, một đến từ một người Công giáo là Hồng y Beaton, và một người Kháng Cách là Bá tước Arran, người có tên ở hàng thứ hai trong danh sách kế vị. Hồng y Beaton chống lại đối thủ của ông dựa trên bản di chúc được Vua James viết lúc cuối đời, nói rằng Bá tước Arran là một kẻ giả mạo. Trong khi đó, Bá tước Arran với sự hỗ trợ của thế lực đồng minh cũng như địa vị vững chắc sẵng có, đã đánh bại Hồng y Beaton bằng cách tuyên cáo điều tương tự với Hồng y Beaton, giả mạo chữ kí nhà Vua để trở thành Nhiếp chính.
Sự nhiếp chính của Bá tước Arran kéo dài cho tới năm 1554, khi mẹ của Mary là Mary xứ Guise loại bỏ và thay thế ông ta.

### Hiệp ước Greenwich

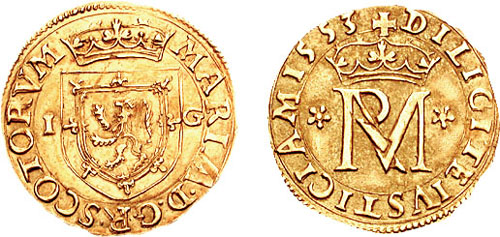
Đồng tiền vàng năm 1553: mặt trái, in huy hiệu của vương thất Scotland; trong khi mặt ngược lại in hình Monogram của Nữ vương Mary.

Vua Henry VIII của Anh nắm lấy cơ hội khi các nhiếp chính mong muốn một cuộc hôn nhân giữa Mary và con trai của ông, Vương tử Edward, với hi vọng thiết lập một liên minh giữa hai Vương quốc Scotland và Anh.
Ngày 1 tháng 7 năm 1543, khi Mary chỉ mới 6 tuổi, Hiệp ước Greenwich được ký kết, theo đó khi lên 10 tuổi thì Mary sẽ kết hôn với Edward và chuyển tới nước Anh, nơi Henry có thể giám sát việc giám dục bà. Hiệp ước vẫn ghi rõ là hai nước vẫn tách biệt nhau về mặt pháp lý và nếu hai người không có con, liên minh sẽ tan vỡ. Tuy nhiên, Hồng y Beaton cố gắng giành lại quyền lực bằng cách thúc đẩy chính sách thân Pháp, một nước ủng hộ Công giáo, và Henry tìm cách phá vỡ liên minh của người Scot với người Pháp. Beaton muốn dời Mary từ bờ biển đến một nơi an toàn hơn là Lâu đài Stirling. Nhiếp chính Arran phải đối việc di chuyển nơi ở của Nữ vương, nhưng phải rút lại quyết định khi quân của Beaton tập hợp tại Linlithgow. Bá tước Lennox hộ tống Mary và thái hậu tới Stirling vào ngày 27 tháng 7 năm 1543 cùng 3.500 quân bảo vệ. Mary được làm lễ gia miện tại nhà nguyện trong tòa lâu đài vào ngày 9 tháng 9 năm 1543, với "sự trang trọng như khi họ từng áp dụng ở đất nước này, nhưng không quá tốn kém" theo như tường thuật của Ralph Sadler và Henry Ray.
Không lâu trước ngày đăng quang của Mary, các thương gia Scotland làm tay sai cho Pháp bị bắt giữ bởi Henry, và hàng hóa của họ bị tịch thu. Vụ bắt giữ gây ra sự tức giận đối với người Scotland, và Arran liên minh Beaton rồi trở thành một người Công giáo. Hiệp ước Greenwich bị bác bỏ bởi Nghị viện Scotland vào tháng 12. Sự bác bỏ hiệp ước hôn nhân giữa Anh và Pháp khiến cho Henry tức giận và tiến hành chiến dịch "Rough Wooing", nhằm ép buộc cuộc hôn giữa giữa Mary với con trai ông. Quân Anh mở một loạt cuộc tấn công vào lãnh thổ Scotland và Pháp. Tháng 5 năm 1544, thống soái quân Anh Bá tước Hertford (về sau Công tước Somerset) đột kích vào Edinburgh, và người Scot phải đưa Nữ vương đến Dunkeld để đảm bảo an toàn.
Tháng 5 năm 1546, Beaton bị những người Kháng Cách ám sát, và vào ngày 10 tháng 9 năm 1547, 9 tháng sau cái chết của Henry VIII, quân Scot bị thất bại nặng nề ở Trận Pinkie Cleugh. Giám hộ của Mary, lo lắng cho sự an toàn của bà, đã gửi bà đến Inchmahome Priory trong gần 3 tuần, và sau đó sang Pháp để tìm kiếm sự giúp đỡ.
Nhà vua nước Pháp, Henri II, mong muốn liên minh Pháp-Scotland bằng buộc hôn nhân giữa Nữ vương trẻ tuổi với con trai mới 3 tuổi của ông, Thái tử nước Pháp, Francois. Người Pháp hứa sẽ giúp Scotland, và trao cho Arran một công quốc trên đất Pháp, cho nên ông ta đồng ý hôn sự. Tháng 2 năm 1548, Mary lại bị di chuyển lần nữa với lý do đảm bảo an toàn, tới Lâu đài Dumbarton. Người Anh đã để lại sự tàn phá khủng khiếp và chiếm được thị trấn trọng yếu, Haddington. Tháng 6, quân đội Pháp cập bến Leith và giúp Scotland lấy lại được Haddington. Ngày 7 tháng 7 năm 1548, Nghị viện Scotland đồng ý Hiệp ước liên minh với người Pháp.

### Cuộc sống ở Pháp

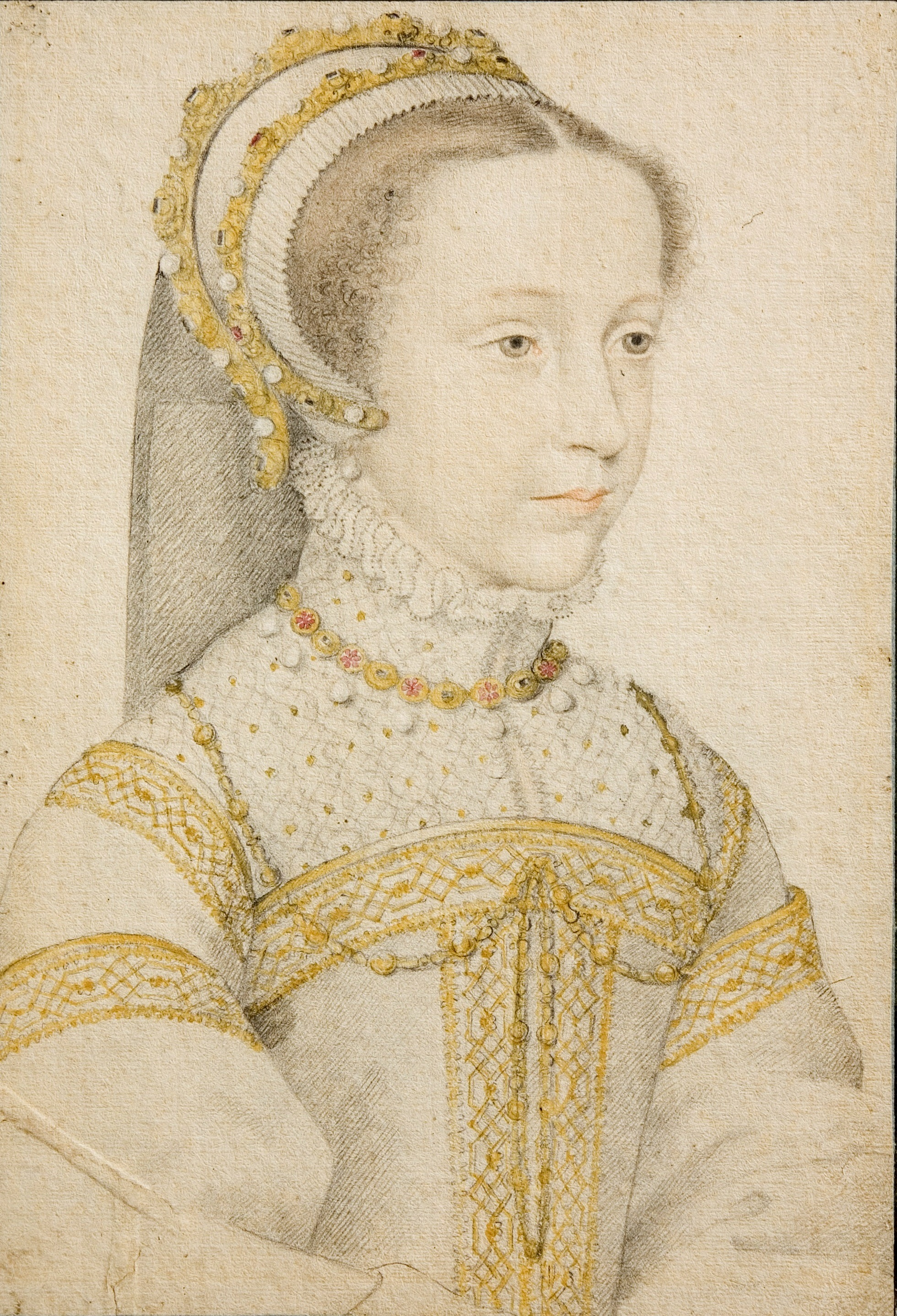
Mary năm 13 tuổi

Với thỏa thuận hôn nhân được ký kết, Nữ vương 5 tuổi Mary được gửi đến Pháp và dành 13 năm tiếp theo trong cuộc đời bà tại triều đình Pháp. Các hạm đội Pháp được Henri II gửi sang, người chỉ huy là Nicolas de Villegagnon, đón Mary lên thuyền đi từ Dumbarton từ ngày 7 tháng 8 năm 1548 và trở về hơn một tuần sau tại Roscoff hoặc Saint-Pol-de-Léon thuộc Brittany.
Mary được hộ tống bởi những thành viên trong triều đình bao gồm hai người anh em không hợp pháp, và "bốn Mary", bốn cô bé cùng tuổi với bà, cùng tên là Mary, con gái của những gia tộc cao quý ở Scotland: Beaton, Seton, Fleming, và Livingston. Janet, Lady Fleming, mẹ của Mary Fleming và chị khác mẹ của James V, cũng được đi theo.
Hoạt bát, xinh đẹp và thông minh (theo những nhận xét đương thời), Mary có một tuổi thơ đầy hứa hẹn. Tại triều đình Pháp, bà được mọi người yêu mến, chỉ trừ vợ của Henry II, Vương hậu nước Pháp, Caterina de' Medici. Mary học cách chơi sáo và virginals, học văn xuối, thơ, cưỡi ngựa, bắn chim ưng và may vá, cùng với các ngoại ngữ là tiếng Pháp, Italia, Latin, Tây Ban Nha, và Hi Lạp, cùng với tiếng mẹ đẻ của mình Scots. Chị dâu tương lai của bà, Élisabeth của Pháp, trở thành một người bạn thân thiết mà Mary "giữ lại nhiều ký ức trong cuộc sống sau này". Bà ngoại của bà, Antoinette de Bourbon, có ảnh hưởng mạnh mẽ đến Mary lúc bà còn thơ ấu, và trở thành một trong những cố vấn chính của bà. Chân dung của Mary cho thấy bà có một khuôn mặt nhỏ, hình trái xoan, cổ dài và duyên dáng, mái tóc nâu sáng, đôi mắt nâu, mí mắt hạ xuống và lông mày mịn cong, làn da mịn và nhợt nhạt, trán cao, nét mặt rắn chắc. Bà được coi là một đứa trẻ xinh đẹp và sau đó là một người phụ nữ nổi bật và hấp dẫn. Dường như có một thời gian lúc mới sinh hay trong thời thơ ấu, bà mắc bệnh đậu mùa, nhưng nó không ảnh hưởng tới dung mạo của bà.
Mary có chiều cao ấn tượng đối với mặt bằng chung của thế kỉ XVI (lúc trưởng thành bà cao 5 feet 11 inches hay 1.80 m), trong khi con trưởng và người thừa kế của vua Henri, Francois, nói ngọng và khá lùn. Henri nhận xét rằng "ngay từ lần đầu họ gặp nhau, con trai quả nhân và cô ta đã thân thiết đến mức như thể là biết nhau trong một thời gian dài". Ngày 4 tháng 5 năm 1558, Mary ký một thỏa thuận bí mật về việc kế vị ở Scotland và tư cách người đòi ngôi vua nước Anh nếu bà chết mà không có con nối dõi. 20 ngày sau, bà kết hôn với Vương thái tử tại Nhà thờ Đức Bà Paris, và Francois trở thành Vương quân của Scotland.

### Tuyên bố là Nữ vương Anh

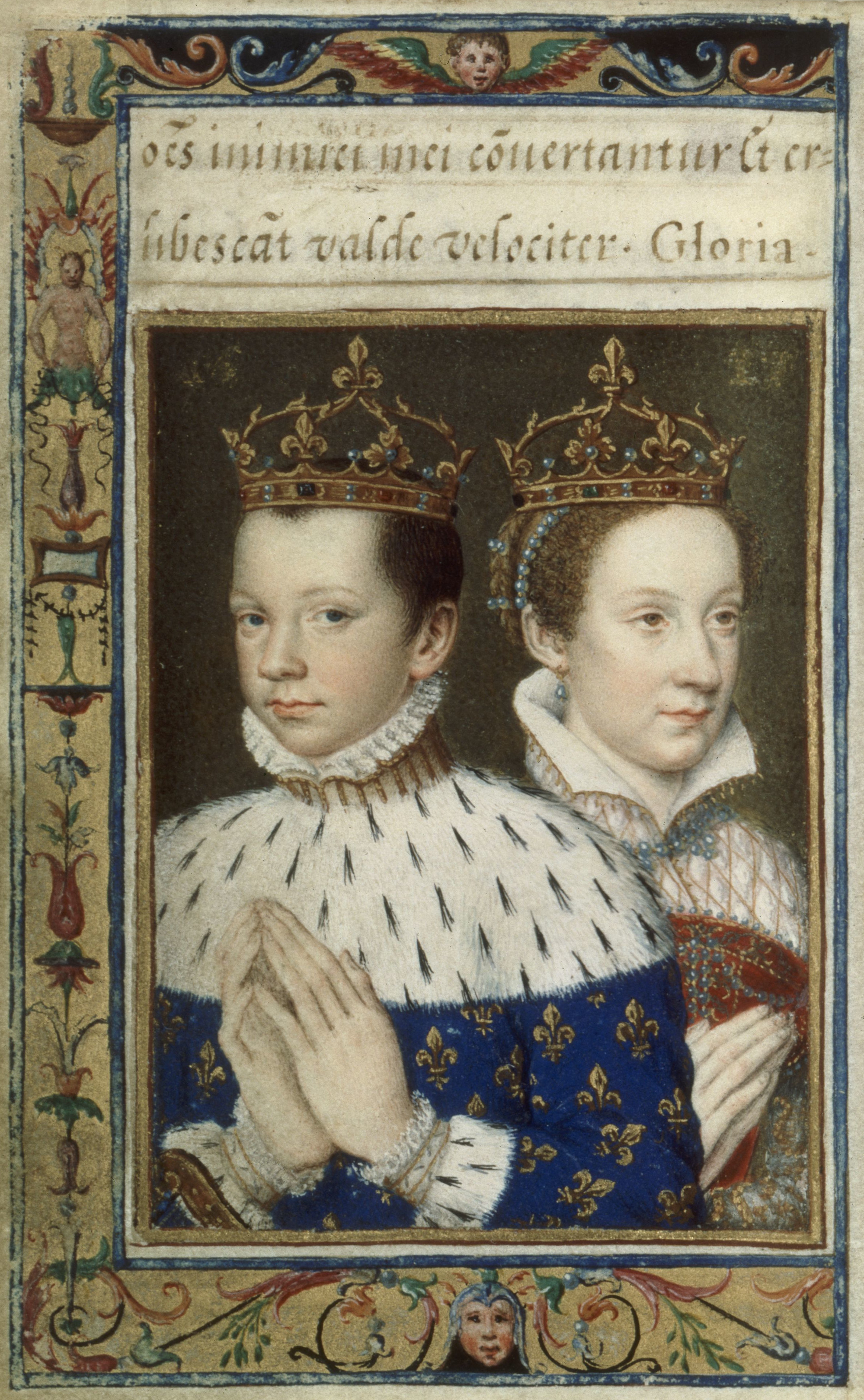
Mary (tuổi 16) và Francois II (tuổi 15) không lâu sau khi Francois lên ngôi Vua của Pháp năm 1559.

Tháng 11 năm 1558, con gái lớn của Henry VIII, Nữ vương Mary I của Anh, qua đời và người thừa kế là em gái của bà, Elizabeth I. Theo như Đạo luật Kế vị thứ 3, được thông qua năm 1543 bởi Nghị viện Anh, Elizabeth được công nhận là người kế vị chị bà, và là hậu duệ cuối cùng của Henry VIII nhà Tudor trên ngai vàng nước Anh. Tuy nhiên, trong mắt của những người Công giáo, Elizabeth là con ngoại hôn, bắt hợp pháp, và Mary Stuart, hậu duệ của chị gái vua Henry VIII, là Nữ vương thực sự của họ. Henry II của Pháp tuyên bố rằng con trai và con dâu ông là Vua và Nữ vương của Anh, và thiết kế huy hiệu hoàng gia là quartered cho cả Francois và Mary. Tuyên bố của Mary đối với ngai vàng Anh khởi đầu cho sự đối đầu lâu năm giữa bà với Elizabeth I.
Khi Henri II chết vào ngày 10 tháng 7 năm 1559 do vết thương trong một cuộc đua ngựa, thái tử 15 tuổi Francois trở thành Quốc vương của Pháp, và Mary, 16 tuổi, trở thành Vương hậu. Hai người cậu của Mary, Công tước Guise và Hồng y Lorraine, đang nắm quyền lực rất lớn trong triều đình Pháp, uy quyền của họ được các sử gia gọi là la tyrannie Guisienne.

Huy hiệu của Mary trên tư cách Nữ vương của người Scots và Trữ phi nước Pháp
Huy hiệu của Mary với tư cách Nữ vương của người Scots và Vương hậu nước Pháp
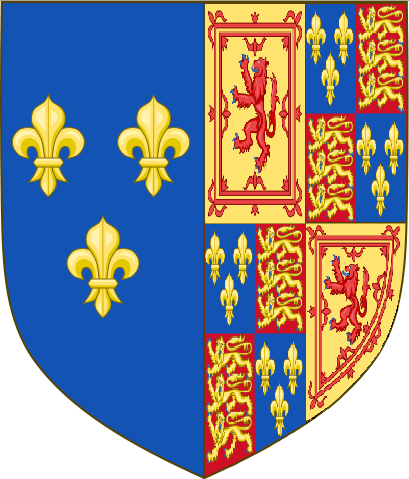
Huy hiệu của Mary với cương vị Nữ vương Scots, Vương hậu nước Pháp cộng thêm tuyên bố chủ quyền ở Anh, dùng ở Pháp trước Hiệp ước Edinburgh, 1560
Huy hiệu hoàng gia của Mary trên tư cách Nữ vương Scots và Hoàng tẩu nước Pháp

Ở Scotland, thế lực Kháng Cách Các Lãnh chúa sùng đạo mạnh lên dưới sự cai trị của mẫu thân Nữ vương Mary, tức Mary xứ Guise, người nắm quyền cai trị khá vững chắc thông qua sự giúp đỡ của quân Pháp. Các Lãnh chúa Kháng Cách mời quân Anh tới Scotland trong một cố gắng để đảm bảo an toàn cho mình, và thế lực Huguenot đang gia tăng ở Pháp, gọi là Tumult of Amboise, vào tháng 3 năm 1560 khiến cho Pháp không thể điều quân đến hỗ trợ Scotland. Thay vào đó, anh em nhà Guise gửi đại sứ đến thương lượng nhằm giải quyết vấn đề. Ngày 11 tháng 6 năm 1560, Mary xứ Guise qua đời, và câu hỏi về mối quan hệ tương lai giữa Pháp và Scotland được đặt ra.
Theo các điều khoản của Hiệp ước Edinburgh, được ký bởi đại diện của Mary ngày 6 tháng 7 năm 1560, Pháp và Anh rút quân khởi Scotland và Pháp công nhận Elizabeth là Nữ vương Anh. Tuy nhiên, cô gái 17 tuổi Mary, vẫn ở Pháp và đang than khóc cho mẫu thân, từ chối phê chuẩn Hiệp ước.

## Trở về Scotland

### Đức bà áo trắng

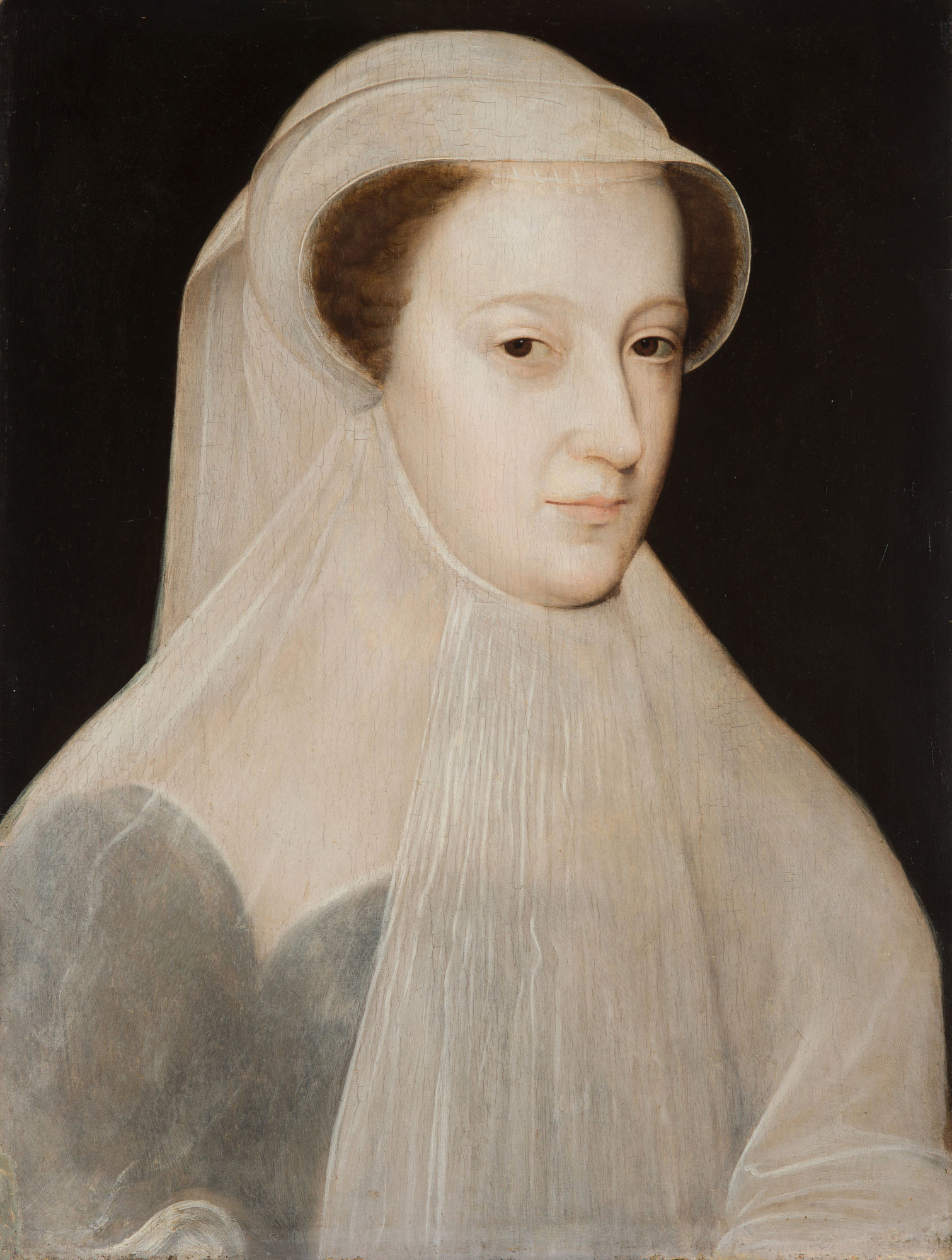
Đồ tang toàn màu trắng của Mary khiến bà được gọi là La Reine Blanche (nghĩa là "Đức bà Vương hậu mặc đồ trắng".

Vua Francois II qua đời ngày 5 tháng 12 năm 1560, vì chứng nhiễm trùng tai giữa dẫn đến áp xe trong não. Mary tỏ ra đau buồn. Mẹ chồng của bà, Caterina de' Medici, trở thành Nhiếp chính cho người em chồng vừa lên 10, Charles IX, người kế nhiệm ngôi vua Pháp.
Mary trở về Scotland 9 tháng sau cái chết của chồng, cập bến Leith ngày 9 tháng 8 năm 1561. Đã sống ở Pháp từ lúc 5 tuổi, Mary có ít kinh nghiệm về tình hình chính trị nguy hiểm và phức tạp ở Scotland. Là một người Công giáo mộ đạo, bà nhận được ánh mắt nghi ngờ bởi nhiều người, ví dụ như người cô họ Elizabeth. Scotland đang nổ ra một cuộc tranh chấp giữa các tôn giáo, Công giáo Chính Thống và Kháng Cách, trong đó người anh khác mẹ của Mary, Bá tước Moray, là người lãnh đạo phe Kháng Cách. Giám mục Tin Lành John Knox tuyên truyền chống lại Mary, lên án bà vì đã tham dự lễ mét, khiêu vũ và ăn mặc trang phục Công giáo. Bà triệu tập ông ta đến gặp mình khiển trách nhưng không được, và sau đó buộc tội ông ta là phản quốc, nhưng Knox được trắng án và phóng thích.
Nỗi thất vọng lớn đến với người Công giáo khi Mary bổ nhiệm các thành viên Kháng Cách vào triều, và giữ lại anh trai bà, Lãnh chúa Moray làm cố vấn. hội đồng cơ mặt gồm 16 người, được bổ nhiệm ngày 6 tháng 9 năm 1561, mà chiếm ưu thế là những nhà lãnh đạo theo Kháng Cách; vốn thắng thế ở Scotland từ cuộc khủng hoảng cải cách 1559 - 1560: Bá tước Argyll, Glencairn, và Moray. Chỉ có bốn người trong Hội đồng theo Công giáo: Bá tước Atholl, Erroll, Montrose, và Huntly, là người đang giữ chức Quan Chưởng ấn. Nhà sử học hiện đại Jenny Wormald nhấn mạnh rằng Nữ vương Mary có vẻ như đã thất bại trong việc chỉ định một Hội đồng bao dung cho người Công giáo và những hành động của quân Pháp, đây còn là dấu hiệu cho thấy bà quan tâm việc giành ngai vàng ở Anh hơn là vấn đề ở Scotland. Ngay cả sự bổ sung đáng kể vào nội đồng vào tháng 12 năm 1563, Lãnh chúa Ruthven,cũng là một người Kháng Cách mà Mary không ưa.
Về vấn đề này, bà nhận thức được rằng mình đã thất thế khi đối mặt với các lãnh chúa Kháng Cách, vốn liên kết chặt chẽ với nước Anh. Bà hợp tác với Lãnh chúa Moray cùng tiêu diệt nhà lãnh đạo Công giáo, Lãnh chúa Huntly, vào năm 1562 khi ông ta lãnh đạo nhân dân vùng cao chống lại bà. Mary gửi William Maitland xứ Lethington làm đại sứ đến triều đình Anh để đề nghị về việc kế vị của Mary đối với ngai vàng của Elizabeth. Elizabeth từ chối công nhận bà là người kế nhiệm hợp pháp, sợ rằng làm như vậy thì khiến những người chống đối sẽ lập ra âm mưu lật đổ bà và đưa người kế nhiệm lên thay thế. Tuy nhiên, Elizabeth nói với Maitland rằng bà biết rằng không ai thích hợp để kế vị hơn Mary. Cuối năm 1561, đầu năm 1562, một cuộc hội kiến giữa hai Nữ vương dự định sẽ được diễn ra ở York hoặc Nottingham thuộc Anh quốc vào tháng 8 hoặc 9 năm 1562, nhưng Elizabeth cử Sir Henry Sidney hủy bỏ cuộc gặp vào tháng 7 vì vấn đề ở nước Pháp.
Mary tính chuyện tái hôn với một thành viên hoàng tộc ở châu Âu. Tuy nhiên, khi cậu của bà, Hồng y Lorraine, bắt đầu đàm phán về một hôn nhân giữa bà với Đại Công tước Charles của Áo mà không có sự đồng ý của bà, bà tức giận và phản đối cuộc đàm phán ngầm. Nỗi lực của bà trong việc đàm phán hôn sự với Don Carlos, người vốn mắc bệnh tâm thần nhưng giữ địa vị kế thừa hợp pháp của Nhà vua Felipe II của Tây Ban Nha, bị từ chối bởi Philip. Elizabeth cố gắng xoa dịu Mary bằng cách gợi ý về hôn sự của bà với một người Kháng Cách là Robert Dudley, Bá tước thứ nhất của Leicester (em rể của Sir Henry Sidney và là sủng thần của Elizabeth), người Elizabeth tin cậy và cho rằng mình có thể kiểm soát ông ta. Bà gửi đại sứ Thomas Randolph, nói với Mary rằng nếu bà lấy kết hôn với một quý tộc Anh, Elizabeth sẽ "tiến hành xem xét lại quyền lợi và danh hiệu của bà với tư cách em họ và là người thừa kế". Đề xuất trên cũng không đi đến đâu, bởi vì vị hôn phu không sẵn lòng kết hôn.
Ngược lại, một nhà thơ Pháp trong triều đình Mary, Pierre de Boscosel de Chastelard, dường như say đắm Mary. Đầu năm 1563, ông ta được phát hiện đã nấp dưới gầm giường của Nữ vương, gây bất ngờ và sợ hãi cho Nữ vương vì khi đó bà đang ở một mình và ông ta công khai bày tỏ tình yêu với bà. Mary sợ hãi và trục xuất ông ta khỏi Scotland. Ông ta chống lại chỉ dụ trên, và hai ngày sau ông ta lại lẻn vào phòng của Nữ vương lúc bà đang thay quần áo. Bà giận dữ và sợ hãi, và khi Moray vội vã vào phòng vì nghe bà khóc và yêu cầu giúp đỡ; bà hét lên, "Hãy dùng con dao của anh đâm vào kẻ hung ác!", điều mà Moray từ chối làm, khi đó Chastelard đã bị khống chế. Chastelard bị buộc tội phản quốc và bị chặt đầu. Maitland tuyên bố rằng lòng nhiệt thành của Chastelard là giả tạo, một phần trong âm mưu của những người Kháng Cách làm nhằm làm mất uy tín và lu mờ danh tiếng của Mary.

### Kết hôn với Lãnh chúa Darnley

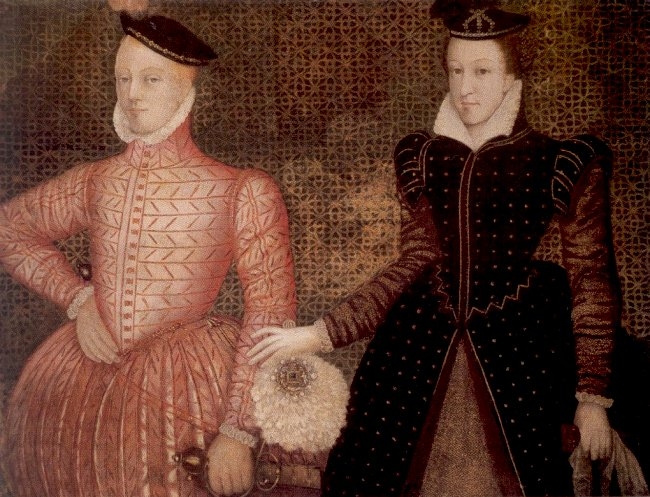
Mary và người chồng thứ hai, Quý ngài Darnley

Mary Stuart đã gặp người em họ Henry Stuart, Lãnh chúa Darnley vào tháng 2 năm 1561 khi bà đang để tang Vua Francis. Cha mẹ của Darnley, Bá tước Lennox và Margaret Douglas đều thuộc dòng dõi vương tộc của Anh và Scotland, họ đã gửi ông ta đến Pháp để chia buồn với Mary và hi vọng vào một mối mình giữa con trai họ và Mary. Cả Mary và Darnley đều là cháu của Vương hậu Margaret Tudor, chị nhà vua Henry VIII nước Anh và cũng là hậu duệ của High Stewards của Scotland. Darnley còn nằm trên một nhánh của nhà Stuart gần với vương thất hơn thông qua gia tộc Hamilton hậu duệ của Mary Stewart, Nữ Bá tước Arran, con gái vua James II của Scotland. Họ gặp nhau lần nữa vào thứ 7 ngày 17 tháng 2 năm 1565 tại Lâu đài Wemyss tại Scotland, và sau đó Mary nảy sinh tình yêu với "long lad" (cách mà Nữ vương Elizabeth gọi Darnley vì ông ta cao tới 6 feet). Họ kết hôn tại Cung điện Holyrood ngày 29 tháng 7 năm 1565.
Chính khách Anh quốc William Cecil và Bá tước Leicester đã cố gắng đàm phán để Darnley được phép đến Scotland từ nơi ở ban đầu của ông tại Anh. Mặc dù cố vấn của mình đã tác hợp hai người đến với nhau, Elizabeth cảm thấy thất vọng về cuộc hôn nhân, bởi vì nó hợp nhất hai nhánh con cháu của dì bà, do cả Mary và Darnley đều có tư cách đòi ngai vàng ở Anh và con chung của họ, nếu có, sẽ sở hữu tư cách đòi ngôi nhiều hơn nữa.
Tuy nhiên, Mary đã nhấm mạnh rằng cuộc hôn nhân xuất phát từ tình yêu chứ không đơn thuần là sự toan tính. Đại sứ nước Anh Nicholas Throckmorton bảo rằng "câu nói đó chứng tỏ rằng Nữ vương Mary bị bỏ bùa mê", và nói thêm cuộc hôn nhân chỉ có thể bị ngăn chặn "bằng bạo lực". Những người Công giáo tức điên lên vì Elizabeth, người cảm thấy rằng cuộc nhân nhân không nên diễn ra mà không có sự đồng ý của bà, vì Darnley là em họ của bà và là người nằm trong danh sách kế vị ở Anh.

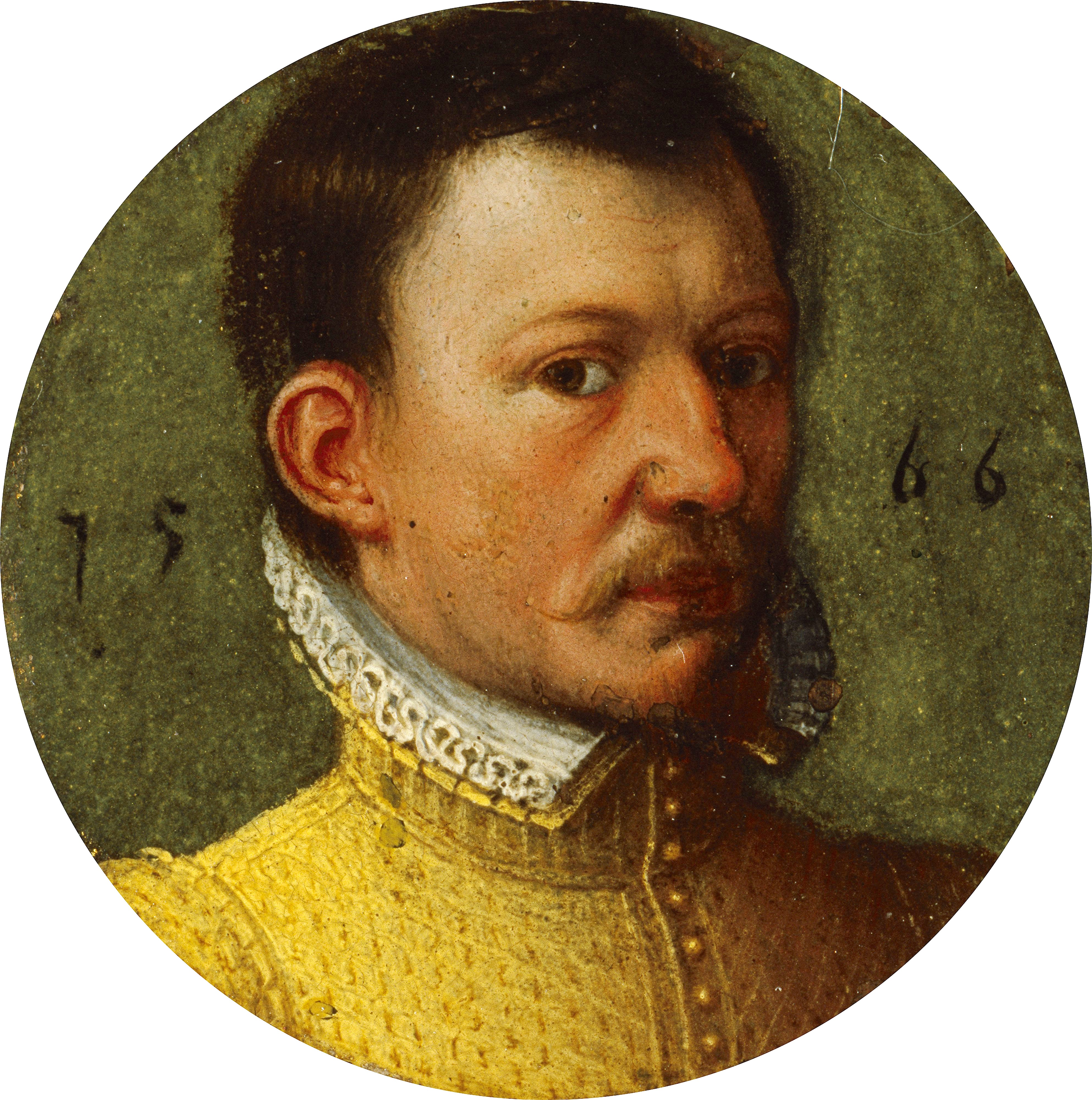
James Hepburn, Bá tước thứ 4 xứ Bothwell

Cuộc hôn nhân của Nữ vương với một người Công giáo đã ảnh hưởng đến quyền lợi của hoàng huynh là Bá tước Moray, sau đó ông ta cùng các lãnh chúa Kháng Cách khác, bao gồm, Bá tước Argyll và Glencairn, lập mưu chống đối. Mary lên đường rời Edinburgh vào ngày 26 tháng 8 năm 1565 và chuẩn bị đối đầu với họ, và ngày 30 Moray tiến vào Edinburgh, nhưng sớm phải rút quân do thất bại trong nỗ lực giành lấy tòa lâu đài. Mary trở về Edinburgh vào tháng sau để tuyển thêm quân. Trong cái chiến dịch gọi là Chaseabout Raid, Mary cùng những người chống đối và Moray hành quân khắp Scotland mà không đối đầu trực tiếp với nhau. Lực lượng của Mary được tăng lên sau khi tha tội và phục chức cho con traiLord Huntly, và sự trở về của James Hepburn, Bá tước thứ 4 xứ Bothwell, sau chuyến lưu vong ở Pháp. Không thể tập hợp đủ lực lượng, vào tháng 10 Moray rời khỏi Scotland sang tị nạn ở Anh. Mary mở rộng Hội đồng Cơ mật, phong thêm các thành viên Công giáo (Giám mục của Ross John Lesley và Thị trưởng Edinburgh Simon Preston xứ Craigmillar) và thành viên Kháng Cách (Lãnh chúa mới của Huntly, Giám mục Galloway Alexander Gordon, John Maxwell xứ Terregles và Sir James Balfour).
Sau khoảng một thời gian, Darnley trở nên kiêu ngạo. Không hài lòng với vị trí phu quân của Nữ vương, ông đòi được lên ngôi vua nếu như Mary chết trước mình. Mary từ chối yêu cầu này, và xung đột nổ ra giữa họ dù Mary mang thai vào tháng 10 năm 1565. Ông ta ganh ghét người bạn thân và là thư ký (theo Công giáo) của Nữ vương, David Rizzio, người được cho là cha thực sự của đứa bé. Tháng 3 năm 1566, Darnley bí mật tham gia vào một âm mưu của các lãnh chúa Kháng Cách, bao gồm những người từng chống lại Nữ vương trong vụ Chaseabout Raid..
Ngày 9 tháng 3, một nhóm những kẻ có mưu đồ từ trước, dẫn đầu là Darnley đã sát hại Rizzio ngay trước mặt Mary trong một bữa tiệc tối tại Cung điện Holyrood. Lúc này Mary đang mang thai tháng thứ 7. Hơn hai ngày sau, mơ ước của Darnley tan vỡ, và Mary đón Moray về ở Holyrood. Tối ngày 11-12 tháng 3, Darnley và Mary thoát khỏi cung điện, và đến trú ở Lâu đài Dunbar trước khi trở về Edinburgh ngày 18 tháng 3. Những người nổi loạn trước kia gồm Lãnh chúa Moray, Argyll và Glencairn được khôi phục chức vị trong Hội đồng.

### Cái chết của Darnley

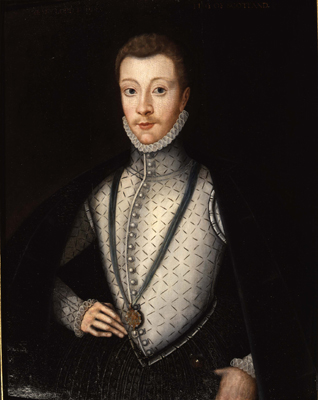
Chân dung Henry Stuart, Bá tước Darnley sau khi ông qua đời, vẽ bởi Adrian Vanson.

Con trai của Mary với Darnley, James, chào đời ngày 19 tháng 6 năm 1566 ở Lâu đài Edinburgh, nhưng cái chết Rizzio vẫn là nguyên nhân dẫn đến sự đổ vỡ của hôn nhân. Tháng 10 năm 1566, khi ở Jedburgh thuộc Scottish Borders, Mary cưỡi ngựa đến thăm Bá tước Bothwell trong khoảng ít nhất 4 tiếng đồng hồ tại Lâu đài Hermitage, nơi ông ta đang nằm bệnh vì vết thương trong trận chiến ở biên cương. Việc này được những người chống đối Mary coi như là bằng chứng họ đã là tình nhân của nhau, mặc dù không một ai nghi ngờ ngay vào thời điểm đó và Mary được ủy viên Hội đồng đi theo bảo vệ. Bất ngờ sau khi trở lại Jedburgh, bà mặc một căn bệnh nặng với triệu chứng là nôn mửa thường xuyên, mất thị giác, giọng nói, thường co giật và nhiều khi bất tỉnh. Bà được cho là đã sắp băng hà. Sự phục hồi của Nữ vương từ ngày 25 tháng 10 có thể là do trình độ cao của bác sĩ người Pháp của bà. Nguyên nhân của căn bệnh này không ai biết; dự đoán là do thể chất suy yếu và tinh thần căng thẳng, xuất huyết vì loét dạ dày, và porphyria.
Tại Craigmillar Castle, gần Edinburgh, cuối tháng 11 năm 1566, Mary và các quý tộc trong nước đã mở cuộc họp thảo luận về "vấn đề Darnley". Việc li hôn cũng đã được tính đến, nhưng quyết định cuối cùng được các quý tộc thống nhất là sẽ dần loại bỏ Darnley bằng nhiều cách khác nhau: ""Thực là thích hợp và có lợi nhất cho sự thịnh vượng chung;... một kẻ ngốc trẻ con, xảo quyệt và tàn bạo như thế không nên cai trị hay lãnh đạo mọi người;  ... ông ta nên bị loại bỏ bởi một trong những phương thức nào đó,. và bất cứ ai cũng nên chấp thuận và thực hiện điều đó, họ cần phải bảo vệ." Darnley lo sợ cho sự an toàn của mình sau lễ rửa tội cho con trai ông tại Stirling không lâu trước Giáng sinh, ông đến Glasgow cư trú tại lãnh địa của phụ thân. Khi vừa mới lên đường, ông lên cơn sốt, có thể do bệnh đậu mùa, bệnh giang mai, hoặc là do bị đầu độc; ông ốm nặng sau vài tuần.
Cuối tháng 1 năm 1567, Mary yêu cầu phu quân trở về Edinburgh. Ông dần hồi phục trong ngôi nhà của em trai của Sir James Balfour thuộc một tu viện cũ ở Kirk o' Field, nằm gọn trong lòng thành phố. Mary đến thăm chồng mỗi ngày, và hai người dường như đã hòa giải với nhau. Vào đêm 9-10 tháng 2 năm 1567, Mary đến thăm phu quân vào chập tối và sau đó đến dự hôn lễ của một thành viên hoàng tộc là Bastian Pagez. Tờ mờ sáng hôm sau, một vụ nổ làm tan hoang Kirk o' Field, và xác của Darnley được tìm thấy trong một khu vườn, dường như là bị bóp mũi cho chết. Không có bằng chứng của vết thắt cổ hay vết bầm nào trên thi thể. Bothwell, Moray, Bộ trưởn Maitland, Bá tước Morton và chính Mary là những người bị tình nghi hàng đầu. Elizabeth viết cho Mary nói về tin đồn, "Bản vương thấy xui rủi thay cho người em họ trung thành và một người bạn yêu quý ... nói cho bản vương biết cả thế giới đang nghĩ gì. Người ta nói rằng, thay vì phát giác kế hoạch mưu sát, Nữ vương đã phớt lờ cho bộ hạ khi chúng bỏ trốn; rằng Nữ vương sẽ không tìm cách trả thù những người đem đến cho Nữ vương niềm vui, như thể rằng các hành động có lẽ sẽ không bao giờ xảy ra cũng như kẻ gây ra nó sẽ không bị trừng phạt. Với bản thân bổn vương, bổn vương cầu xin Nữ vương sẽ tin rằng bản vương không nuôi dưỡng một ý nghĩ như thế."
Cuối tháng 2, Bothwell bị tuyên bố là có liên can trong cái chết của Darnley. Lennox, cha của Darnley, đòi Bothwell trình diện trước Nghị viện Scotland, điều này được Mary đồng ý, nhưng yêu cầu của Lennox trong việc hoãn thời gian xét xử để có thêm chứng cứ bị từ chối. Khi Lennox không có mặt, và không có bằng chứng cụ thể, Bothwell được tha bổng sau phiên tòa kéo dài 7 giờ ngày 12 tháng 4. Một tuần sau, Bothwell lập mưu thuyết phục hơn 20 lãnh chúa và Giám mục ký vào Ainslie Tavern Bond, theo đó họ ủng hộ Bothwell kết hôn với Nữ vương.

### Thoái vị

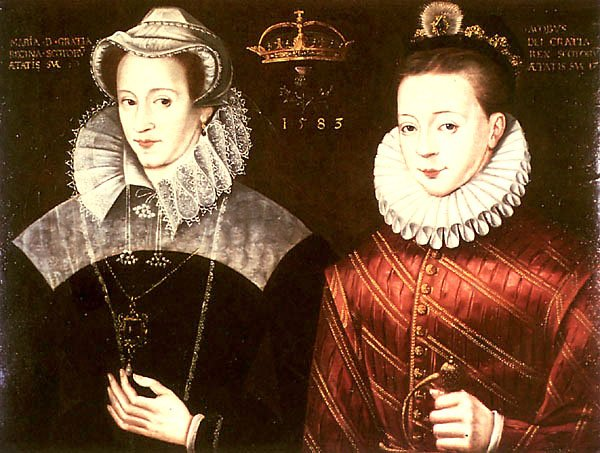
Nữ vương Mary cùng với con trai bà, James VI and I; trên thực tế, Mary gặp con trai mình lần cuối khi cậu bé mới 10 tháng tuổi.

Từ ngày 21 đến ngày 23 tháng 4 năm 1567, Mary đến thăm con trai tại Stirling và đây là lần cuối cả hai gặp nhau. Khi bà trở về Edinburgh ngày 24 tháng 4, Mary bị bắt cóc bởi Lãnh chúa Bothwell và bị đưa tới Lâu đài Dunbar, nơi có lẽ ông ta đã cưỡng hiếp bà. Ngày 6 tháng 5, Mary và Bothwell cùng nhau trở về Edinburgh và vào ngày 15 tháng 5, tại Cung điện Holyrood và Tu viện Holyrood, họ làm lễ kết hôn theo nghi thức Tin Lành. Bothwell và người vợ đầu tiên, Jean Gordon, em gái của Lord Huntly, đã li hôn 12 ngày trước.
Vốn rằng Nữ vương Mary tin rằng nhiều quý tộc sẽ ủng hộ hôn nhân của bà, nhưng mọi hi vọng sớm bị dập tắt. Bothwell được tấn phong Công tước Orkney và Vương phu; nhưng cuộc hôn nhân không được quần chúng ủng hộ. Người Công giáo coi cuộc hôn nhân là bất hợp pháp, vì họ không công nhận Bothwell đã li hôn với người vợ trước và cộng thêm hôn lễ tổ chức theo nghi thức Kháng Cách. Cả phe Công giáo và Kháng Cách đều bị sốc khi Mary kết hôn với kẻ bị cho là vừa giết chồng mình. Cuộc hôn nhân bị chống đối khiến Mary rất thất vọng. 26 lãnh chúa Scotland, tuyên xưng là Liên minh các lãnh chúa, chống lại Mary và Bothwell. Mary và Bothwell đối đầu với quân các lãnh chúa ở Carberry Hill ngày 15 tháng 6, nhưng cuộc chiến không diễn ra vì hầu hết quân của Mary đã đào ngũ hoặc đầu hàng. Bothwell chạy thoát khỏi nơi đó, và các lãnh chúa đưa Mary về Edinburgh, nơi bà bị quần chúng lên án như một kẻ giết người và một người đàn bà ngoại tình. Đêm hôm sau, bà bị giam lỏng vào Lâu đài Loch Leven, trong một hòn đảo giữa Loch Leven.
Khoảng từ 20 đến 23 tháng 7, Mary sẩy thai một cặp song sinh. Ngày 24 tháng 7, bà bị ép phải thoái vị nhường ngôi cho con trai mới lên 1, James. Moray được tấn phong làm Nhiếp chính, trong khi Bothwell phải sống lưu vong. Ông bị giam giữ ở Đan Mạch, phát bệnh tâm thần và chết vào năm 1578.

## Trốn thoát và bị cầm tù ở Anh
Ngày 2 tháng 5 năm 1568, Mary thoát khỏi Lâu đài Loch Leven với sự giúp đỡ của George Douglas, em trai của Sir William Douglas, chủ tòa lâu đài. Lãnh đạo một đội quân 6000 người, bà giáp chiến với lực lượng mỏng hơn của Moray tại Trận Langside ngày 13 tháng 5. Bị đánh bại, bà trốn xuống phía nam; sau khi qua đêm tại Tu viện Dundrennan, bà vượt qua Solway Firth vào Anh quốc trên một chiếc thuyền đánh cá ngày 16 tháng 5. Bà đổ bộ vào Workington thuộc Cumberland miền Bắc nước Anh và ở lại một đêm tại Lâu đài Workington. Ngày 18 tháng 5, các quan địa phương đón bà và đứa tới Lâu đài Carlisle.
Elizabeth đã tính chuyện giúp Mary giành lại ngai vàng. Elizabeth sau đó thận trọng suy nghĩ lại, phái người điều tra về hành vi của các lãnh chúa và liệu Mary có tham gia giết chồng hay không. Giữa tháng 7 năm 1568, chính quyền Anh chuyển Mary tới Lâu đài Bolton, một nơi hơi xa biên giới Scotland nhưng cũng không quá gần London. Một hội nghị điều tra được tổ chức tại York và sau đó là Westminster giữa tháng 10 năm 1568 và tháng 1 năm 1569. Tại Scotland, những người ủng hộ bà đã tiến hành chiến tranh dân sự chống lại Nhiếp chính Moray và người kế nhiệm ông ta.

### Những bức thư trong quan tài

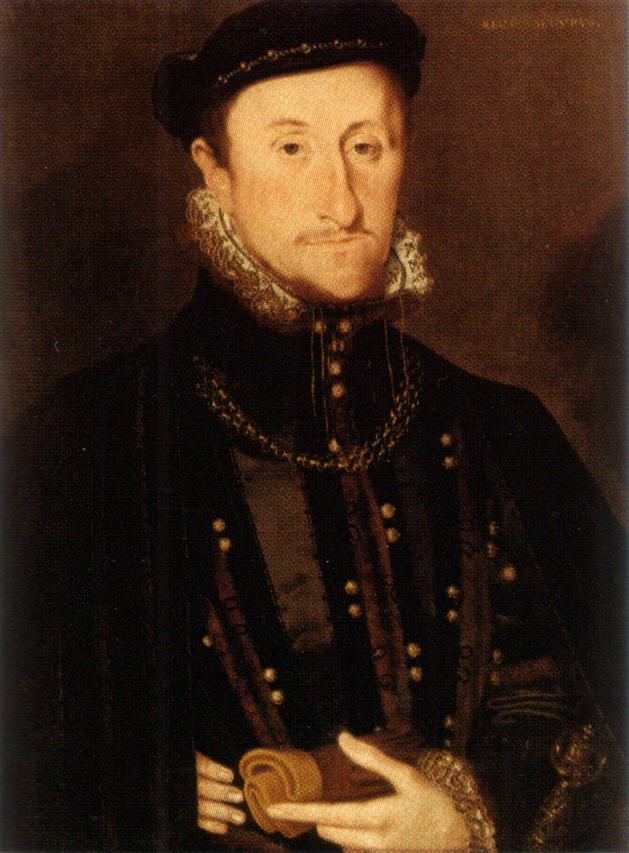
Anh khác mẹ của Mary và là nhiếp chính sau khi bà thoái vị năm 1567, James Stewart, Bá tước Moray, họa phẩm của Hans Eworth, 1561

Là Nữ vương đã được xức dầu, Mary Stuart từ chối công nhận quyền hạn của bất kì tòa án nào và từ chối tham gia cuộc điều tra nhằm vào bà tại York (thay vào đó bà gửi đại diện), và Elizabeth cấm bà xuất hiện trong phiên tòa. Như là một bằng chứng chống lại Mary, Moray trình lên cái gọi là bức thư trong quan tài— với 8 mật tự công khai từ Mary gửi đến Bothwell, hai thỏa thuận hôn nhân, và một bài thơ tình đã được tìm thấy trong một chiếc quan tài bạc mạ vàng có diện tích bề mặt nhỏ hơn một bàn chân, dài (30 cm), được trang trí với vài dòng chữ của vua Francis II. Mary không công nhận những văn bản đó, cho rằng chữ viết tay của bà không khó để bắt chước, và khẳng định tất cả là giả mạo. Người ta quan tâm đến việc Mary cảm nhận như thế nào về cái chết của Darnley. Chánh án phiên tòa, Công tước Norfolk, mô tả những dòng chữ là xấu và nguệch ngoạc, và gửi bản sao cho Elizabeth, nói rằng nếu lá thư là thực thì có thể chứng minh được tội lỗi của Mary.
Tính xác thực của những lá thư trong quan tài cho đến nay vẫn là đề tài bàn tán sôi nổi giữa các sử gia. Rất khó để điều tra ngọn ngành sự việc. Bản gốc của những bức thư, viết bằng tiếng Pháp, có lẽ đã bị tiêu hủy vào năm 1584 bởi con trai của Mary. Các bản sao còn sót lại, có cả bản viết bằng tiếng Pháp và bản dịch ra tiếng Anh, đều không hoàn chỉnh. Có thêm những bản sao chép không đầy đủ bằng tiếng Anh, Scotland, Pháp và Latinh trong những năm 1570. Các tài liệu khác xem xét kĩ việc li hôn của Bothwell và Jean Gordon. Moray đã cử sứ giả tới Dunbar vào tháng 9 để lập bản sao các thủ tục tố cáo từ sổ sách của thành phố.
Những người viết tiểu sử cho Mary, bao gồm Antonia Fraser, Alison Weir, và John Guy, đã kết luận rằng các tài liệu trên là giả mạo, hoặc là những đoạn buộc tội được cố tình thêm vào thư, hoặc là những bức thư trên do người khác gửi cho Bothwell và Mary viết cho một người khác. Guy chỉ ra rằng các bức thư khá rời rạc với nhau, và việc sử dụng ngữ pháp tiếng Pháp trong thư khá vụng về, không phù hợp với một người am hiểu tiếng Pháp và sống ở Pháp từ nhỏ như Mary. Tuy nhiên, một số cụm từ nhất định (bao gồm cả câu thơ viết theo phong cách của Ronsard) và một số dấu hiệu khác tương thích với cách hành văn trong các tác phẩm của Mary còn tồn tại đến giờ.
Những lá thư trong quan tài không xuất hiện công khai cho đến Hội nghị năm 1568, mặc dù Hội đồng cơ mật Scotland đã phát hiện ra chúng vào tháng 12 năm 1567. Mary đã bị buộc phải thoái vị và bị giam lỏng trong một năm ở Scotland. Các bức thư không bao giờ được công bố công khai để biện minh cho việc người ta bỏ tù và ép Nữ vương phải thoái vị. Sử gia Jenny Wormald tin rằng sự thực là phía Scotland đã miễn cưỡng tạo ra những bức thư, và tiêu hủy chúng vào năm 1584, bất cứ nội dung trong thư đều là bằng chứng thực sự chống lại Mary, trong khi Weir nghĩ rằng phải mất một thời gian không ít để ngụy tạo những bức thư. Ít nhất cũng có một số người đương thời khi nhìn thấy những bức thư nhưng không nghi ngờ gì và cho chúng là thực. Một trong số đó là Công tước Norfolk, người bí mật lập mưu thành hôn với Mary, mặc dù ông phủ nhân việc này khi Elizabeth nói bóng gió về dự định kết hôn của ông với Mary, nguyên văn là "ông ta không bao giờ kết hôn với một người, nếu ông ta không chắc chắn về gối của ông ta".
Đa số các thành viên trong Hội đồng công nhận rằng bức thư trong quan tài là thật sau khi nghiên cứu về nội dung và so sánh với nét chữ viết tay của Mary. Elizabeth, đúng như mong đợi của bà, đã tổng kết lại cuộc điều tra với một phán quyết là không có bất cứ điều gì được chứng minh, không đủ bằng chứng chống lại các lãnh chúa liên minh hay Mary. Đối mặt với những tình hình chính trị đương thời, Elizabeth không muốn kết tội nhưng cũng không muốn tha bổng tội giết người cho Mary, và bà không bao giờ có ý định can thiệp vào Scotland; Hội nghị trên rốt cục chỉ là một cuộc thử nghiệm chính trị. Cuối cùng, Moray trở về Scotland làm Nhiếp chính, và Mary vẫn bị giam giữ ở Anh. Elizabeth đã thành công trong việc duy trì chính quyền Kháng Cách ở Scotland, mà không kết tội hay phóng thích người em họ của bà. Theo ý kiến của Fraser, đây là một phiên "xét xử" kì lạ trong lịch sử, kết thúc mà không tìm ra được kết luận nào để buộc tội bất kì bên nào khi một bên đã nắm quyền ở Scotland còn bên kia vẫn bị giam giữ.

### Âm mưu

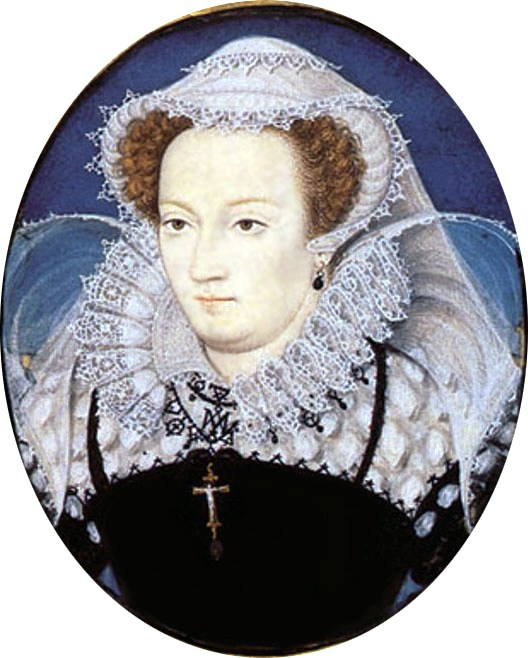
Mary trong thời gian bị giam cầm, họa phẩm của Nicholas Hilliard, c. 1578

Ngày 26 tháng 1 năm 1569, Mary bị dời đến Lâu đài Tutbury và bị đặt dưới sự giám sát của Bá tước Shrewsbury và người vợ đáng sợ của ông ta là Bess xứ Hardwick. Elizabeth coi tư cách kế vị ngai vàng Mary là một mối đe dọa nghiêm trọng và giới hạn bà trong sự giám sát của Shrewsbury, những nơi bà bị giam bao gồm Tutbury, Lâu đài Sheffield, Wingfield Manor và Chatsworth House, tất cả đều nằm sâu trong nội địa nước Anh, giữa Scotland và London, cách xa bờ biển. Mary được phép có người phục vụ, và không bao giờ ít hơn 16 người, và cần 30 cái xe chở đồ đạc của bà từ nơi ở này sang nơi ở khác. Phòng ngủ của bà được trang trí bằng những tấm thảm xinh xắn, đó là vải của nhà nước mà bà thêm lên đó câu tiếng Pháp En ma fin est mon commencement ("Kết thúc của tôi nằm trên khởi đầu của tôi"). Tấm lót giương của bà được thay đổi hàng ngày, và đầu bếp riêng của bà chuẩn bị bữa ăn gồm sự lựa chọn 32 món ăn đặt trên một tấm đĩa bạc. Bà thỉnh thoảng được phép đi ra ngoài nhưng bị giám sát nghiêm ngặt, bà dành 7 mùa hạ ở thị trấn có bãi tắm nước khoảng thuộc Buxton, và dành nhiều thời gian cho việc thêu thùa. Sức khỏe của bà ngày càng suy yếu, có lẽ bà đã mắc chứng porphyria hoặc thiếu tập thể dục, và đến những năm 1580, bà mắc bệnh thấp khớp ở chân, và bị què.

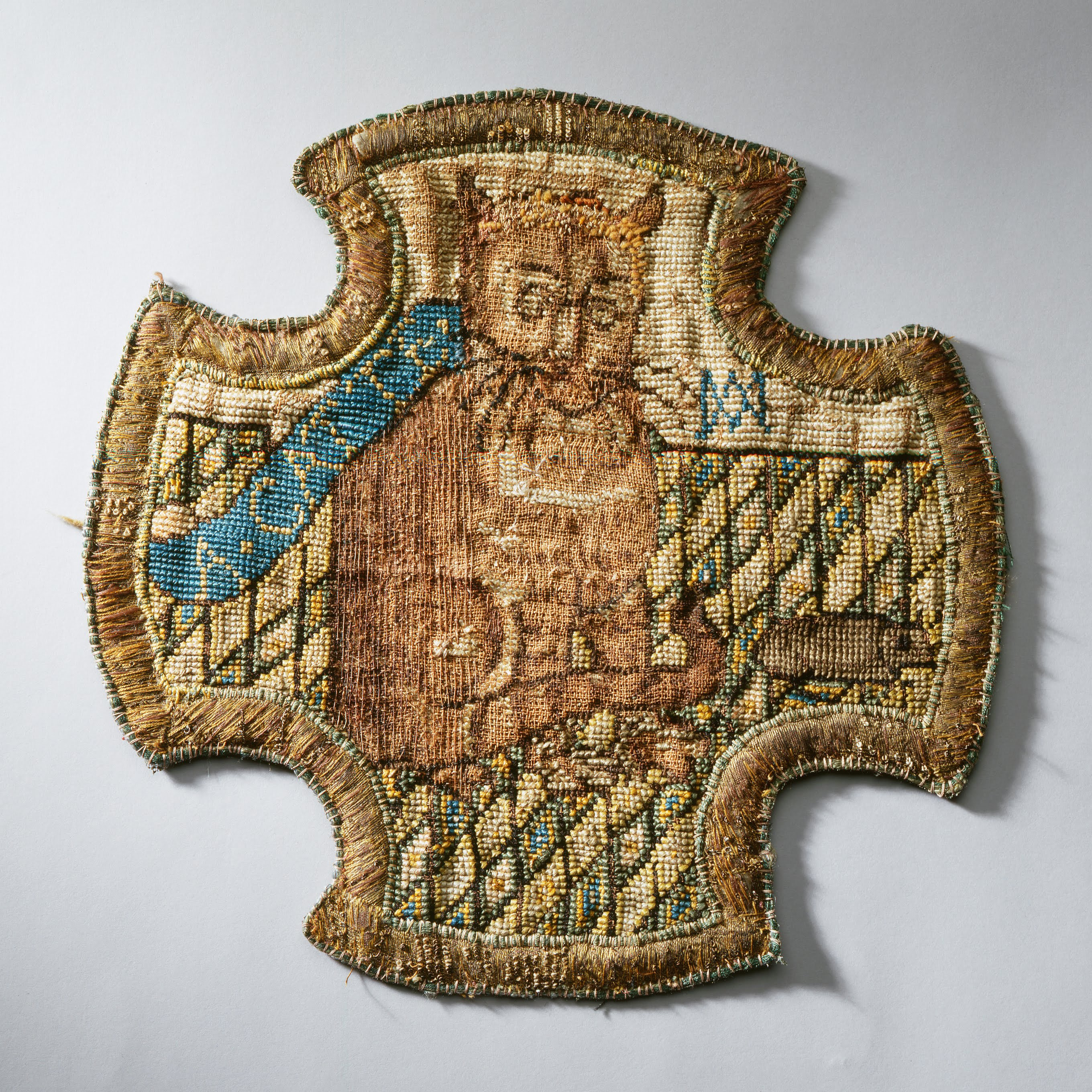
Bức tranh do Mary thêu tại nơi giam cầm (hiện nằm trong Bộ sưu tập hoàng gia)

Tháng 5 năm 1569, Elizabeth cố gắng hòa giải bằng cách cho Mary phục vị nhưng phải đảm bảo sự tồn tại thế lực Kháng Cách ở Scotland, nhưng một quy ước diễn ra ở Perth từ chối thỏa thuận. Norfolk tiếp tục âm mưu kết hôn với Mary, và Elizabeth giam ông ta vào Tháp London trong thời gian từ tháng 10, 1567 đến tháng 8, 1570. Đầu năm sau, Moray bị ám sát. Cái chết của Moray trùng thời điểm với cuộc nổi dậy ở miền bắc nước Anh, lãnh đạo bởi các Bá tước theo Công giáo, càng khiến Elizabeth tin rằng Mary là một mối đe dọa. Quân đội Anh đã can thiệp vào cuộc nội chiến ở Scotland, hỗ trợ cho lực lượng phản đối Mary. Những bộ trưởng chính như Sir Francis Walsingham và William Cecil, Lãnh chúa Burghley, theo dõi Mary rất cẩn thận và bố trí tai mặt bên cạnh người nhà của bà.
Năm 1571, Cecil và Walsingham khám phá ra Âm mưu Ridolfi, một kế hoạch lật đổ Elizabeth và đưa Mary lên thay, được sự trợ giúp của người Tây Ban Nha và Công tước Norfolk. Norfolk bị hành quyết, và Nghị viện Anh thông qua dự luật loại bỏ Mary khỏi danh sách kế vị, điều mà Elizabeth từ chối chuẩn y. Để làm mất thể diện của Mary, những bức thư trong quan tài được phát tán khắp London. Những âm mưu tôn phù Mary cứ tiếp tục. Giáo hoàng Gregory XIII thừa nhận một kế hoạch vào cuối những năm 1570 nhằm tác hợp bà với Thống đốc của Vùng đất thấp và là anh trai khác mẹ với Felipe II của Tây Ban Nha, Don John của Áo, người được cho là đang chuẩn bị cho một cuộc tấn công vào Anh quốc, xuất phát từ Hà Lan thuộc Tây Ban Nha. Sau Âm mưu Throckmorton năm 1583, Walsingham công bố Cam kết hợp tác và Đạo luật về sự an toàn của Nữ vương, theo đó ủng hộ việc giết chết những ai dám chống lại Elizabeth và âm mưu ngăn cản người kế vị giả định nếu bà bị ám sát. Tháng 2 năm 1585, William Parry bị kết án là âm mưu ám sát, điều này Mary không hề hay biết, mặc dù thuộc hạ của bà Thomas Morgan cũng liên can đến vụ này. Vào tháng 4, Mary bị đặt dưới sự giám sát của Sir Amias Paulet, vào Giáng Sinh bà bị chuyển đến nơi giam cầm mới tại Chartley.

## Cái chết

### Xét xử

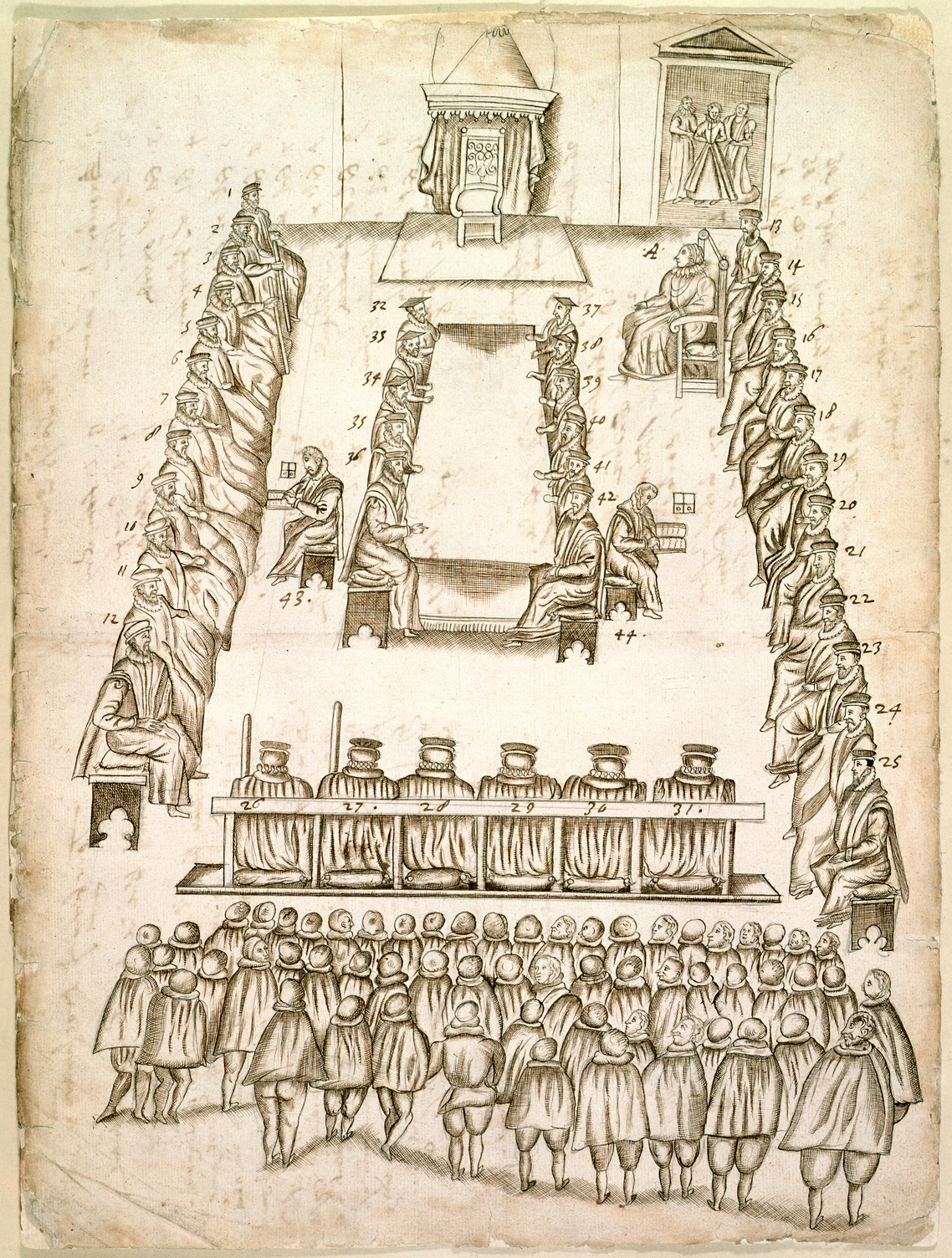
Drawing of the trial of Mary, Queen of Scots, 14–ngày 15 tháng 10 năm 1586

Ngày 11 tháng 8 năm 1586, sau khi bị buộc tội trong Kế hoạch Babington, Mary bị bắt khi đang dạo chơi và bị đưa đến Tixall. Trong một âm mưu nhằm gài bẫy bà, Walsingham cố tình sắp xếp cho những bức thư Mary được di chuyển trái phép ra khỏi Chartley. Mary nghĩ rằng những lá thư của bà vẫn được giữ cẩn thận, trong khi thực tế là chúng đã được đọc và giải mã bởi Walsingham. Từ nội dung trong những bức thư cho thấy rõ ràng Mary đã tìm cách ám sát Elizabeth. Bà bị chuyển đến Lâu đài Fotheringhay trong một chuyến đi 4 ngày, kết thúc ngày 25 tháng 9, vào tháng 10 bà bị đưa ra xét xử vì tội phản quốc, chiếu theo Đạo luật về sự an toàn của Nữ vương trước một tòa án gồm 36 quý tộc, bao gồm Cecil, Shrewsbury, và Walsingham. Mary dũng cảm đứng dậy tự bào chữa, phủ nhận tội danh. Bà nói với người xét xử, "Hãy coi lại lương tâm của mình và hãy nhớ rằng cả thế giới rộng lớn hơn rất nhiều so với Vương quốc Anh". Bà gây ra được sự chú ý khi từ chối xem các chứng cứ buộc tội, và rằng giấy tờ riêng của bà đã bị bí mật cướp đi, bà từ chối thuê người tư vấn và biện hộ, bà bảo rằng mình là một Nữ vương được xức dầu ở một nước khác, không dính líu đến nước Anh nên không thể bị buộc tội phản quốc.
Mary bị kết án tử hình vào ngày 25 tháng 12 với chỉ có một phiếu chống từ Lãnh chúa Zouche. Mặc dù vậy, Elizabeth tỏ ra ngần ngại khi ban lệnh hành quyết, ngay cả khi đối mặt với áp lực từ Nghị viện Anh. Bà lo lắng rằng việc giết hại một Nữ vương sẽ tạo ra một tiền lệ xấu, và lo sợ về những hậu quả, đặc biệt là, con trai của Mary, James, để trả đũa, có thể thành lập một liên minh với các cường quốc Công giáo và xâm lược nước Anh. Elizabeth hỏi ý kiến của Paulet, người giám sát cuối cùng của Mary, hỏi rằng ông có thể tìm cách nào "rút ngắn tuổi thọ" của Mary, nhưng ông từ chối làm việc mà ông cho rằng "một sự sụp đổ lương tâm của thần, hoặc để lại một vết nhơ cho đám con cháu nghèo của thần". Ngày 1 tháng 2 năm 1587, Elizabeth ký quyết định xử tử, và giao nó cho William Davison, một ủy viên hội đồng cơ mật. Vào ngày 3, 10 thành viên của Hội đồng cơ mật Anh, đã được triệu tập bởi Cecil mà không có sự đồng ý của Elizabeth, đồng ý thực hiện lời tuyên án trong cùng một lúc.

### Vụ hành quyết

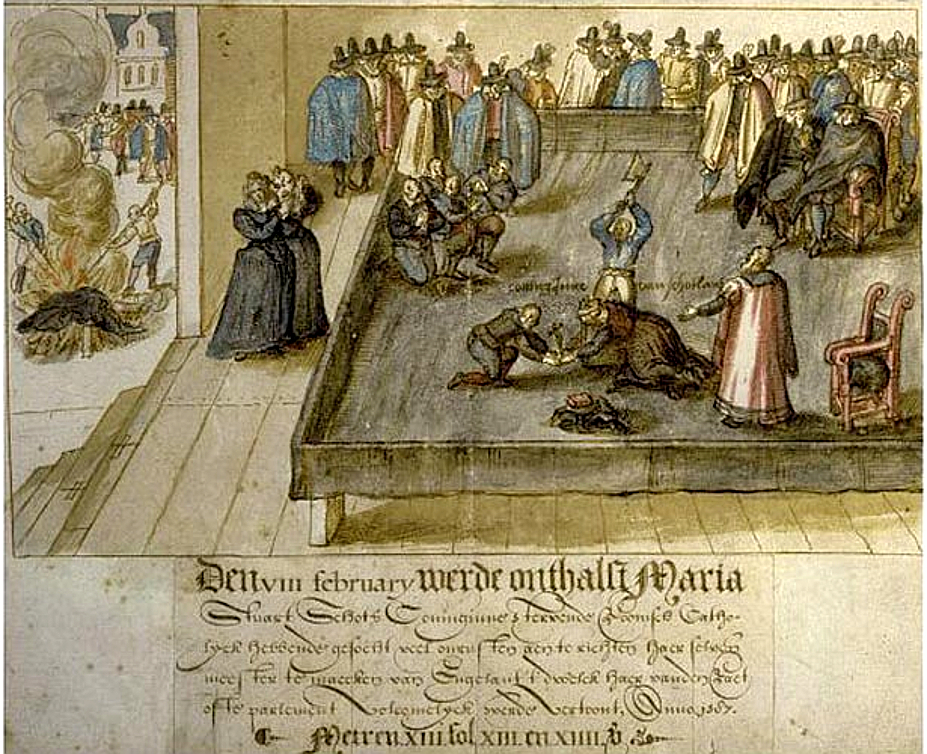
Quang cảnh cuộc hành quyết, tác phẩm của họa sĩ khuyết danh người Hà Lan năm 1613

Tại Fotheringhay vào chiều tối ngày 7 tháng 2 năm 1587, Mary được thông báo rằng bà sẽ bị chém đầu vào sáng hôm sau. Bà dành những khoảnh khắc cuối cùng để cầu nguyện, phân chia của cải cho người nhà, và viết chúc thư và một bức thư đến nhà vua nước Pháp. Đoạn đầu đài được dựng lên ở Great Hall cao 2 feet và được phủ bởi những tấm màn đen. Có khoảng hai hay ba bậc thang với một cái thớt chém ở trên, một cái nệm cho bà quỳ lên thụ án và ba cái ghế đẩu, dành cho bà và hai bá tước Shrewsbury và Kent, những người có mặt để chứng kiến cảnh hành hình. Đao phủ (có tên là Bull và còn thêm một người trợ giúp) quỳ xuống trước bà và xin được tha thứ. Bà đáp lại, "Ta thực lòng tha thứ cho các người, ngay bây giờ, ta hi vọng, các người sẽ kết thúc mọi phiền muộn của ta." Đầy tớ của bà, Jane Kennedy và Elizabeth Curle, và những đao phủ giúp Mary tháo trang phục khoác bên ngoài, để lộ ra một chiếc váy lót bằng nhung và một cặp tay áo màu đỏ nâu, những thứ dùng trong nghi thức tế lễ của người Công giáo, với một áo lót đen bằng xa tanh và những đồ trang sức màu đen. Khi được cởi đồ ngoài, bà cười và nói rằng "không bao giờ có một vị hôn phu trước đó ... cởi quần áo ta trước như các bạn". Bà được bịt mắt bởi Kennedy bằng một cái khăn trắng thêu trên nền vàng, quỳ xuống chiếc nệm trước cái thớt mà đầu bà không lâu nữa sẽ bị đặt lên, và hai tay bà bị kéo ra. Lời nói cuối cùng của bà, "In manus tuas, Domine, commendo spiritum meum" ("Đưa bàn tay ra, Ô Chúa, con xin gửi gắm tâm hồn của con").

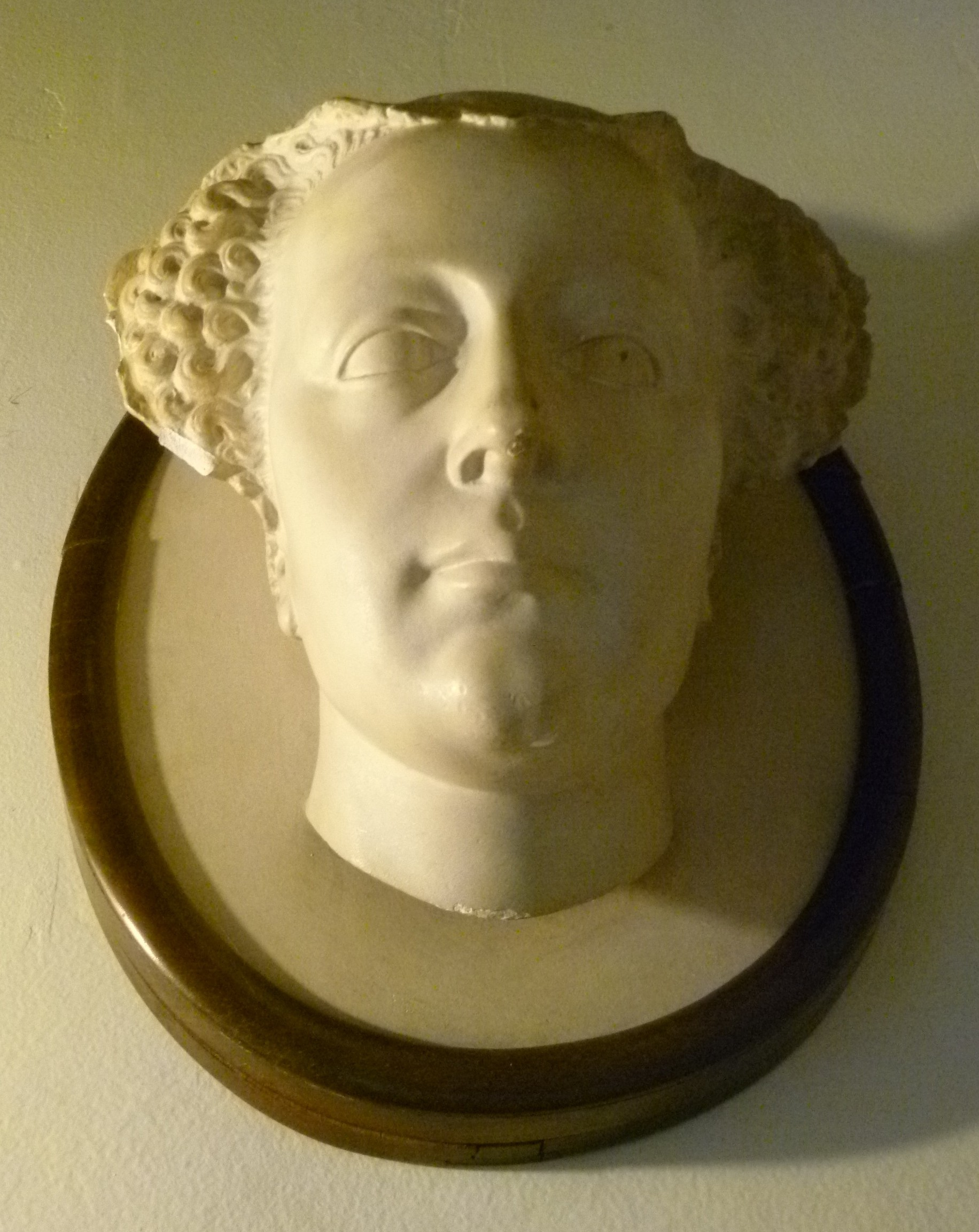
Bản sao cái đầu của Mary tại Cung điện Falkland

Mary không bị chặt đầu chỉ bằng một nhát đao. Nhát dao thứ nhất sượt qua cổ và đập vào phía sau đầu bà. Nhát dao thứ hai cắt đứt cổ, ngoài trừ một ít gân, thứ mà đao phủ cắt nó ra bằng rìu. Sau đó, ông ta cúi đầu và bảo, "Chúa phù hộ cho Nữ vương." Vào thời điểm đó, mái tóc nâu vàng trên chiếc đầu mà ông ta cầm rơi xuống và để lộ mái tóc thực của Mary, nó rất ngắn và có màu xám. Một con chó nhỏ của Nữ vương, Skye terrier, được cho là bà mang nó trong quần áo của mình, đã không được nhìn thấy lúc đó. Sau khi bà bị chém đầu, nó không chịu rời xa thi thể của chủ nó và lông nó bị nhuốm bởi máu của bà cho đến khi nó được mang đi tắm rửa. Những thứ mà Mary mang hoặc đeo lúc bị hành quyết có nguồn gốc đáng ngờ; những ý kiến hiện đại cho rằng trang phục của bà, thớt chém, và mọi thứ nhuốm máu của bà đều bị đem đốt trong lò sưởi của Đại Lễ đường để ngăn cản những kẻ cướp lấy đi.

### Di sản

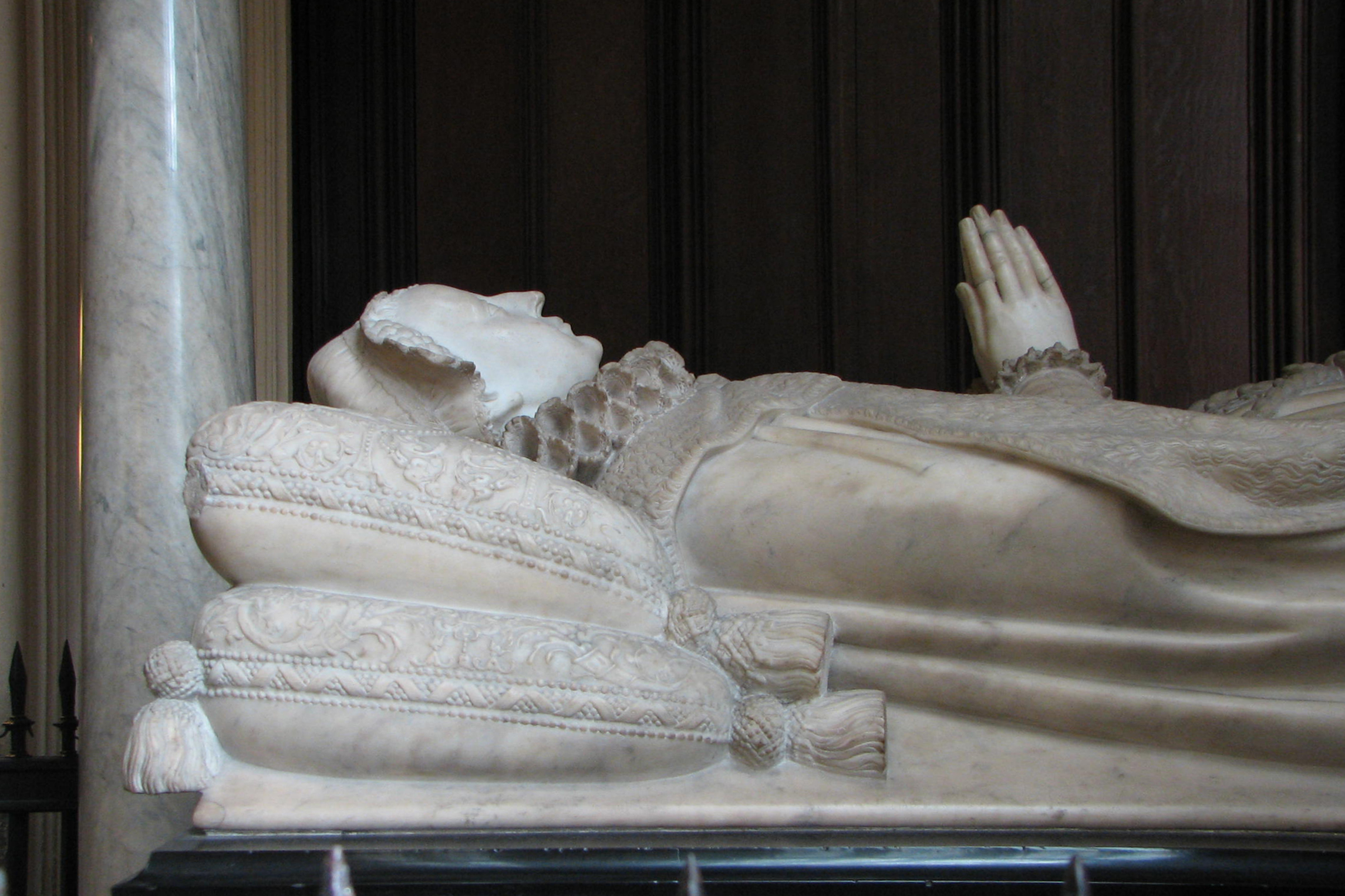
Mộ của Mary tại Tu viện Westminster bởi Cornelius and William Cure

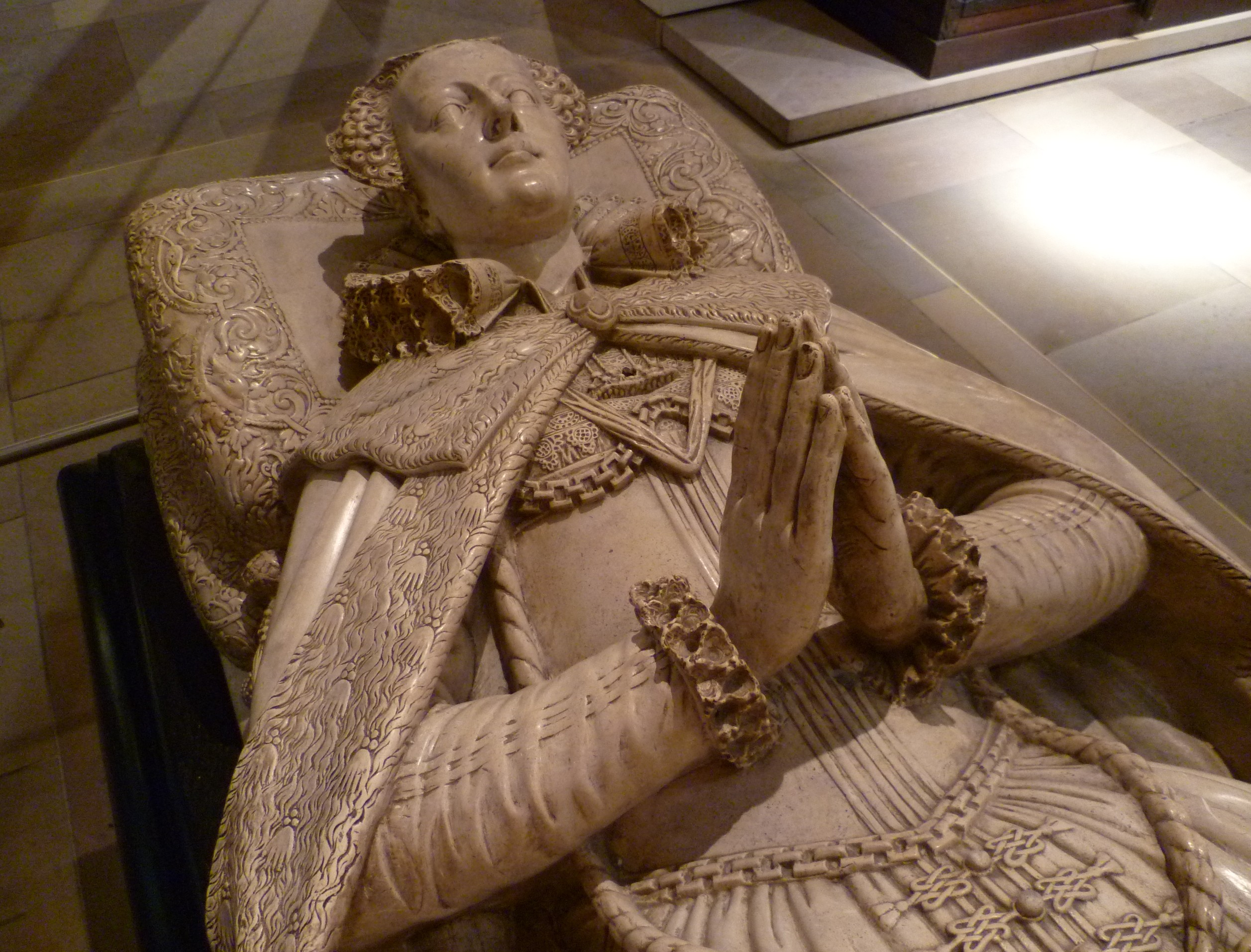
Bản chụp hình nộm trong Westminster nhìn từ trên xuống

Khi tin tức xử tử Mary đến tai Elizabeth, bà trở nên phẫn nộ và khẳng định rằng Davison đã không nghe theo mệnh lệnh của bà một phần nào và Hội đồng Cơ mật đã hành động vượt quá thẩm quyền khi không có sự chuẩn tấu của bà. Sự do dự của Elizabeth và sự cố tình chỉ đạo mập mờ của bà đã khiến người ta cảm giác rằng bà không muốn thi hành án, tránh phần nào việc bị quy kết trực tiếp cho cái chết của Mary. Davison bị bắt, tống vào Tháp London, bị kết tội không làm tròn nhiệm vụ. Ông được phóng thích 18 tháng sau khi Cecil và Walsingham ra mặt cầu xin cho.
Đề nghị của Mary trước khi chết là được chôn cất ở Pháp quốc, song Elizabeth từ chối. Di thể của bà được được ướp và để đó chưa an táng trong một chiếc quan tài đến khi lễ an táng theo nghi thức Kháng Cách diễn ra tại Nhà nguyện Peterborough cuối tháng 7 năm 1587. Ruột của bà, bị lấy ra trong quá trình ướp xác, được chôn bí mật trong Lâu đài Fotheringhay. Thi thể bà được khai quật năm 1612 theo lệnh con trai bà, Vua James VI và I, ông hạ lệnh cải táng mẫu thân tại Tu viện Westminster, trong một lăng mộ đối diện với mộ Elizabeth I. Năm 1867, mộ của bà bị khai quật trong một nỗ lực tìm kiếm phần mộ của James I; cuối cùng mộ ông được tìm thấy cùng Henry VII, nhưng nhiều hậu duệ khác của bà, bao gồm Elizabeth của Anh, Vương công Rupert của Rhine và các con của Nữ vương Anne I của Anh, được tìm thấy trong hầm mộ của bà.
Vào thế kỉ XVI, những nhận định về Mary bị chia làm hai trường phái giữa phe Kháng Cách như George Buchanan và John Knox, người phỉ báng bà không thương tiếc, và phe Công giáo như Adam Blackwood, ủng hộ, bênh vực và ca tụng bà. Sau khi James lên ngôi vua ở Anh, sử gia William Camden đã viết một quyển tiểu sử mà theo đó, ông lên án công trình của Buchanan là bịa đặt, và "nhấn mạnh rằng Mary bị vận rủi chứ không phải là người xấu". Khác với các diễn giải tồn tại vào thế kỉ XVIII: William Robertson và David Hume lập luận rằng những bức thư trong quan tài là thực và Mary là kẻ phạm tội ngoại tình và giết người, trong William Tytler lập luận ngược lại. Nửa cuối thế kỉ XX, công trình của Antonia Fraser được ca ngợi là "khách quan hơn ... không có sự nịnh hót hay lên án thái quá" như các quyển tiểu sử thời trước, và những người cùng thời với bà như Gordon Donaldson và Ian B. Cowan cũng cho ra đời các công trình nghiên cứu đánh giá khách quan hơn về Mary. Sử gia Jenny Wormald cho rằng Mary đã gặp phải thất bại bi thảm, bà không thể đối phó thành công với những mũi dùi chĩa vào mình, nhưng có một điểm bất đồng hiếm hoi, đó là Mary là con tốt trong tay những người quý tộc. Không có bằng chứng cho thấy bà có tham gia vào vụ giết Darnley hoặc có âm mưu với Bothwell. Những cáo buộc như trên chỉ là giả định, và công trình của Buchanan ngày nay đã bị mang tai tiếng vì "tưởng tượng gần như hoàn toàn". Sự can đảm của Mary đã giúp phổ biến hình ảnh của bà là nạn nhân anh hùng của một tấn thảm kịch đầy kịch tính.

## Phả hệ
|                          |                          |                          |                          |                          |                          |                         |                         |                          |                          |                          |                          |                                           |                                           |                                           |                                           |                                           |                                           |               |               |                               |                               |                               |                               | James II của Scotland                      |                                            |                                            |                                            |                                            |                                            |              |              |                                            |                                            |                                            |                                            |                                            |                                            |                                 |                                 |                                 |                                 |                   |                   |                                              |                                              |                                              |                                              |                                              |                                              |                   |                   |                    |                    |                    |                    |                    |                    |  |  |                     |                     |                     |                     |                     |                     |  |  |  |  |  |  |
|                          |                          |                          |                          |                          |                          |                         |                         |                          |                          |                          |                          |                                           |                                           |                                           |                                           |                                           |                                           |               |               |                               |                               |                               |                               |                                            |                                            |                                            |                                            |                                            |                                            |              |              |                                            |                                            |                                            |                                            |                                            |                                            |                                 |                                 |                                 |                                 |                   |                   |                                              |                                              |                                              |                                              |                                              |                                              |                   |                   |                    |                    |                    |                    |                    |                    |  |  |                     |                     |                     |                     |                     |                     |  |  |  |  |  |  |
|                          |                          |                          |                          |                          |                          |                         |                         |                          |                          |                          |                          |                                           |                                           |                                           |                                           |                                           |                                           |               |               |                               |                               |                               |                               |                                            |                                            |                                            |                                            |                                            |                                            |              |              |                                            |                                            |                                            |                                            |                                            |                                            |                                 |                                 |                                 |                                 |                   |                   |                                              |                                              |                                              |                                              |                                              |                                              |                   |                   |                    |                    |                    |                    |                    |                    |  |  |                     |                     |                     |                     |                     |                     |  |  |  |  |  |  |
|                          |                          |                          |                          |                          |                          |                         |                         |                          |                          |                          |                          |                                           |                                           |                                           |                                           |                                           |                                           |               |               | James III của Scotland        | James III của Scotland        | James III của Scotland        | James III của Scotland        | James III của Scotland                     | James III của Scotland                     |                                            |                                            | Mary Stewart                               | Mary Stewart                               | Mary Stewart | Mary Stewart | Mary Stewart                               | Mary Stewart                               |                                            |                                            |                                            |                                            |                                 |                                 |                                 |                                 |                   |                   |                                              |                                              |                                              |                                              |                                              |                                              |                   |                   |                    |                    |                    |                    |                    |                    |  |  |                     |                     |                     |                     |                     |                     |  |  |  |  |  |  |
|                          |                          |                          |                          |                          |                          |                         |                         |                          |                          |                          |                          |                                           |                                           |                                           |                                           |                                           |                                           |               |               | James III của Scotland        | James III của Scotland        | James III của Scotland        | James III của Scotland        | James III của Scotland                     | James III của Scotland                     |                                            |                                            | Mary Stewart                               | Mary Stewart                               | Mary Stewart | Mary Stewart | Mary Stewart                               | Mary Stewart                               |                                            |                                            |                                            |                                            |                                 |                                 |                                 |                                 |                   |                   |                                              |                                              |                                              |                                              |                                              |                                              |                   |                   |                    |                    |                    |                    |                    |                    |  |  |                     |                     |                     |                     |                     |                     |  |  |  |  |  |  |
|                          |                          |                          |                          |                          |                          |                         |                         |                          |                          |                          |                          |                                           |                                           |                                           |                                           |                                           |                                           |               |               |                               |                               |                               |                               |                                            |                                            |                                            |                                            |                                            |                                            |              |              |                                            |                                            |                                            |                                            |                                            |                                            |                                 |                                 |                                 |                                 |                   |                   |                                              |                                              |                                              |                                              |                                              |                                              |                   |                   |                    |                    |                    |                    |                    |                    |  |  |                     |                     |                     |                     |                     |                     |  |  |  |  |  |  |
|                          |                          |                          |                          |                          |                          |                         |                         |                          |                          |                          |                          |                                           |                                           |                                           |                                           |                                           |                                           |               |               |                               |                               |                               |                               | James Hamilton, Bá tước thứ nhất của Arran | James Hamilton, Bá tước thứ nhất của Arran | James Hamilton, Bá tước thứ nhất của Arran | James Hamilton, Bá tước thứ nhất của Arran | James Hamilton, Bá tước thứ nhất của Arran | James Hamilton, Bá tước thứ nhất của Arran |              |              | Elizabeth Hamilton                         | Elizabeth Hamilton                         | Elizabeth Hamilton                         | Elizabeth Hamilton                         | Elizabeth Hamilton                         | Elizabeth Hamilton                         |                                 |                                 |                                 |                                 |                   |                   |                                              |                                              |                                              |                                              |                                              |                                              |                   |                   |                    |                    |                    |                    |                    |                    |  |  |                     |                     |                     |                     |                     |                     |  |  |  |  |  |  |
|                          |                          |                          |                          |                          |                          |                         |                         |                          |                          |                          |                          |                                           |                                           |                                           |                                           |                                           |                                           |               |               |                               |                               |                               |                               | James Hamilton, Bá tước thứ nhất của Arran | James Hamilton, Bá tước thứ nhất của Arran | James Hamilton, Bá tước thứ nhất của Arran | James Hamilton, Bá tước thứ nhất của Arran | James Hamilton, Bá tước thứ nhất của Arran | James Hamilton, Bá tước thứ nhất của Arran |              |              | Elizabeth Hamilton                         | Elizabeth Hamilton                         | Elizabeth Hamilton                         | Elizabeth Hamilton                         | Elizabeth Hamilton                         | Elizabeth Hamilton                         |                                 |                                 |                                 |                                 |                   |                   |                                              |                                              |                                              |                                              |                                              |                                              |                   |                   |                    |                    |                    |                    |                    |                    |  |  |                     |                     |                     |                     |                     |                     |  |  |  |  |  |  |
|                          |                          |                          |                          |                          |                          |                         |                         |                          |                          |                          |                          |                                           |                                           |                                           |                                           |                                           |                                           |               |               |                               |                               |                               |                               | James Hamilton, Bá tước thứ hai của Arran  | James Hamilton, Bá tước thứ hai của Arran  | James Hamilton, Bá tước thứ hai của Arran  | James Hamilton, Bá tước thứ hai của Arran  | James Hamilton, Bá tước thứ hai của Arran  | James Hamilton, Bá tước thứ hai của Arran  |              |              | John Stewart, Bá tước thứ ba của Lennox    | John Stewart, Bá tước thứ ba của Lennox    | John Stewart, Bá tước thứ ba của Lennox    | John Stewart, Bá tước thứ ba của Lennox    | John Stewart, Bá tước thứ ba của Lennox    | John Stewart, Bá tước thứ ba của Lennox    |                                 |                                 | Henry VII của Anh               | Henry VII của Anh               | Henry VII của Anh | Henry VII của Anh | Henry VII của Anh                            | Henry VII của Anh                            |                                              |                                              | Elizabeth xứ York                            | Elizabeth xứ York                            | Elizabeth xứ York | Elizabeth xứ York | Elizabeth xứ York  | Elizabeth xứ York  |                    |                    |                    |                    |  |  |                     |                     |                     |                     |                     |                     |  |  |  |  |  |  |
|                          |                          |                          |                          |                          |                          |                         |                         |                          |                          |                          |                          |                                           |                                           |                                           |                                           |                                           |                                           |               |               |                               |                               |                               |                               | James Hamilton, Bá tước thứ hai của Arran  | James Hamilton, Bá tước thứ hai của Arran  | James Hamilton, Bá tước thứ hai của Arran  | James Hamilton, Bá tước thứ hai của Arran  | James Hamilton, Bá tước thứ hai của Arran  | James Hamilton, Bá tước thứ hai của Arran  |              |              | John Stewart, Bá tước thứ ba của Lennox    | John Stewart, Bá tước thứ ba của Lennox    | John Stewart, Bá tước thứ ba của Lennox    | John Stewart, Bá tước thứ ba của Lennox    | John Stewart, Bá tước thứ ba của Lennox    | John Stewart, Bá tước thứ ba của Lennox    |                                 |                                 | Henry VII của Anh               | Henry VII của Anh               | Henry VII của Anh | Henry VII của Anh | Henry VII của Anh                            | Henry VII của Anh                            |                                              |                                              | Elizabeth xứ York                            | Elizabeth xứ York                            | Elizabeth xứ York | Elizabeth xứ York | Elizabeth xứ York  | Elizabeth xứ York  |                    |                    |                    |                    |  |  |                     |                     |                     |                     |                     |                     |  |  |  |  |  |  |
|                          |                          |                          |                          |                          |                          |                         |                         |                          |                          |                          |                          |                                           |                                           |                                           |                                           |                                           |                                           |               |               |                               |                               |                               |                               |                                            |                                            |                                            |                                            |                                            |                                            |              |              |                                            |                                            |                                            |                                            |                                            |                                            |                                 |                                 |                                 |                                 |                   |                   |                                              |                                              |                                              |                                              |                                              |                                              |                   |                   |                    |                    |                    |                    |                    |                    |  |  |                     |                     |                     |                     |                     |                     |  |  |  |  |  |  |
|                          |                          |                          |                          |                          |                          |                         |                         |                          |                          |                          |                          |                                           |                                           |                                           |                                           |                                           |                                           |               |               |                               |                               |                               |                               |                                            |                                            |                                            |                                            |                                            |                                            |              |              |                                            |                                            |                                            |                                            |                                            |                                            |                                 |                                 |                                 |                                 |                   |                   |                                              |                                              |                                              |                                              |                                              |                                              |                   |                   |                    |                    |                    |                    |                    |                    |  |  |                     |                     |                     |                     |                     |                     |  |  |  |  |  |  |
|                          |                          |                          |                          | Claude, Công tước Guise  | Claude, Công tước Guise  | Claude, Công tước Guise | Claude, Công tước Guise | Claude, Công tước Guise  | Claude, Công tước Guise  |                          |                          | Antoinette de Bourbon                     | Antoinette de Bourbon                     | Antoinette de Bourbon                     | Antoinette de Bourbon                     | Antoinette de Bourbon                     | Antoinette de Bourbon                     |               |               | James IV của Scotland         | James IV của Scotland         | James IV của Scotland         | James IV của Scotland         | James IV của Scotland                      | James IV của Scotland                      |                                            |                                            |                                            |                                            |              |              |                                            |                                            |                                            |                                            | Margaret Tudor                             | Margaret Tudor                             | Margaret Tudor                  | Margaret Tudor                  | Margaret Tudor                  | Margaret Tudor                  |                   |                   | Archibald Douglas, Bá tước thứ sáu của Angus | Archibald Douglas, Bá tước thứ sáu của Angus | Archibald Douglas, Bá tước thứ sáu của Angus | Archibald Douglas, Bá tước thứ sáu của Angus | Archibald Douglas, Bá tước thứ sáu của Angus | Archibald Douglas, Bá tước thứ sáu của Angus |                   |                   | Henry VIII của Anh | Henry VIII của Anh | Henry VIII của Anh | Henry VIII của Anh | Henry VIII của Anh | Henry VIII của Anh |  |  |                     |                     |                     |                     |                     |                     |  |  |  |  |  |  |
|                          |                          |                          |                          | Claude, Công tước Guise  | Claude, Công tước Guise  | Claude, Công tước Guise | Claude, Công tước Guise | Claude, Công tước Guise  | Claude, Công tước Guise  |                          |                          | Antoinette de Bourbon                     | Antoinette de Bourbon                     | Antoinette de Bourbon                     | Antoinette de Bourbon                     | Antoinette de Bourbon                     | Antoinette de Bourbon                     |               |               | James IV của Scotland         | James IV của Scotland         | James IV của Scotland         | James IV của Scotland         | James IV của Scotland                      | James IV của Scotland                      |                                            |                                            |                                            |                                            |              |              |                                            |                                            |                                            |                                            | Margaret Tudor                             | Margaret Tudor                             | Margaret Tudor                  | Margaret Tudor                  | Margaret Tudor                  | Margaret Tudor                  |                   |                   | Archibald Douglas, Bá tước thứ sáu của Angus | Archibald Douglas, Bá tước thứ sáu của Angus | Archibald Douglas, Bá tước thứ sáu của Angus | Archibald Douglas, Bá tước thứ sáu của Angus | Archibald Douglas, Bá tước thứ sáu của Angus | Archibald Douglas, Bá tước thứ sáu của Angus |                   |                   | Henry VIII của Anh | Henry VIII của Anh | Henry VIII của Anh | Henry VIII của Anh | Henry VIII của Anh | Henry VIII của Anh |  |  |                     |                     |                     |                     |                     |                     |  |  |  |  |  |  |
|                          |                          |                          |                          |                          |                          |                         |                         |                          |                          |                          |                          |                                           |                                           |                                           |                                           |                                           |                                           |               |               |                               |                               |                               |                               |                                            |                                            |                                            |                                            |                                            |                                            |              |              |                                            |                                            |                                            |                                            |                                            |                                            |                                 |                                 |                                 |                                 |                   |                   |                                              |                                              |                                              |                                              |                                              |                                              |                   |                   |                    |                    |                    |                    |                    |                    |  |  |                     |                     |                     |                     |                     |                     |  |  |  |  |  |  |
|                          |                          |                          |                          |                          |                          |                         |                         |                          |                          |                          |                          |                                           |                                           |                                           |                                           |                                           |                                           |               |               |                               |                               |                               |                               |                                            |                                            |                                            |                                            |                                            |                                            |              |              |                                            |                                            |                                            |                                            |                                            |                                            |                                 |                                 |                                 |                                 |                   |                   |                                              |                                              |                                              |                                              |                                              |                                              |                   |                   |                    |                    |                    |                    |                    |                    |  |  |                     |                     |                     |                     |                     |                     |  |  |  |  |  |  |
| Francis, Công tước Guise | Francis, Công tước Guise | Francis, Công tước Guise | Francis, Công tước Guise | Francis, Công tước Guise | Francis, Công tước Guise |                         |                         | Charles, Hồng y Lorraine | Charles, Hồng y Lorraine | Charles, Hồng y Lorraine | Charles, Hồng y Lorraine | Charles, Hồng y Lorraine                  | Charles, Hồng y Lorraine                  |                                           |                                           | Mary xứ Guise                             | Mary xứ Guise                             | Mary xứ Guise | Mary xứ Guise | Mary xứ Guise                 | Mary xứ Guise                 |                               |                               | James V của Scotland                       | James V của Scotland                       | James V của Scotland                       | James V của Scotland                       | James V của Scotland                       | James V của Scotland                       |              |              | Matthew Stewart, Bá tước thứ tư của Lennox | Matthew Stewart, Bá tước thứ tư của Lennox | Matthew Stewart, Bá tước thứ tư của Lennox | Matthew Stewart, Bá tước thứ tư của Lennox | Matthew Stewart, Bá tước thứ tư của Lennox | Matthew Stewart, Bá tước thứ tư của Lennox |                                 |                                 | Margaret Douglas                | Margaret Douglas                | Margaret Douglas  | Margaret Douglas  | Margaret Douglas                             | Margaret Douglas                             |                                              |                                              |                                              |                                              |                   |                   |                    |                    |                    |                    |                    |                    |  |  |                     |                     |                     |                     |                     |                     |  |  |  |  |  |  |
| Francis, Công tước Guise | Francis, Công tước Guise | Francis, Công tước Guise | Francis, Công tước Guise | Francis, Công tước Guise | Francis, Công tước Guise |                         |                         | Charles, Hồng y Lorraine | Charles, Hồng y Lorraine | Charles, Hồng y Lorraine | Charles, Hồng y Lorraine | Charles, Hồng y Lorraine                  | Charles, Hồng y Lorraine                  |                                           |                                           | Mary xứ Guise                             | Mary xứ Guise                             | Mary xứ Guise | Mary xứ Guise | Mary xứ Guise                 | Mary xứ Guise                 |                               |                               | James V của Scotland                       | James V của Scotland                       | James V của Scotland                       | James V của Scotland                       | James V của Scotland                       | James V của Scotland                       |              |              | Matthew Stewart, Bá tước thứ tư của Lennox | Matthew Stewart, Bá tước thứ tư của Lennox | Matthew Stewart, Bá tước thứ tư của Lennox | Matthew Stewart, Bá tước thứ tư của Lennox | Matthew Stewart, Bá tước thứ tư của Lennox | Matthew Stewart, Bá tước thứ tư của Lennox |                                 |                                 | Margaret Douglas                | Margaret Douglas                | Margaret Douglas  | Margaret Douglas  | Margaret Douglas                             | Margaret Douglas                             |                                              |                                              |                                              |                                              |                   |                   |                    |                    |                    |                    |                    |                    |  |  |                     |                     |                     |                     |                     |                     |  |  |  |  |  |  |
|                          |                          |                          |                          |                          |                          |                         |                         |                          |                          |                          |                          |                                           |                                           |                                           |                                           |                                           |                                           |               |               |                               |                               |                               |                               |                                            |                                            |                                            |                                            |                                            |                                            |              |              |                                            |                                            |                                            |                                            |                                            |                                            |                                 |                                 |                                 |                                 |                   |                   |                                              |                                              |                                              |                                              |                                              |                                              |                   |                   |                    |                    |                    |                    |                    |                    |  |  |                     |                     |                     |                     |                     |                     |  |  |  |  |  |  |
|                          |                          |                          |                          |                          |                          |                         |                         |                          |                          |                          |                          |                                           |                                           |                                           |                                           |                                           |                                           |               |               |                               |                               |                               |                               |                                            |                                            |                                            |                                            |                                            |                                            |              |              |                                            |                                            |                                            |                                            |                                            |                                            |                                 |                                 |                                 |                                 |                   |                   |                                              |                                              |                                              |                                              |                                              |                                              |                   |                   |                    |                    |                    |                    |                    |                    |  |  |                     |                     |                     |                     |                     |                     |  |  |  |  |  |  |
|                          |                          |                          |                          |                          |                          |                         |                         |                          |                          |                          |                          | James Stewart, Bá tước thứ nhất của Moray | James Stewart, Bá tước thứ nhất của Moray | James Stewart, Bá tước thứ nhất của Moray | James Stewart, Bá tước thứ nhất của Moray | James Stewart, Bá tước thứ nhất của Moray | James Stewart, Bá tước thứ nhất của Moray |               |               | Mary, Nữ vương của người Scot | Mary, Nữ vương của người Scot | Mary, Nữ vương của người Scot | Mary, Nữ vương của người Scot | Mary, Nữ vương của người Scot              | Mary, Nữ vương của người Scot              |                                            |                                            |                                            |                                            |              |              |                                            |                                            |                                            |                                            | Henry Stuart, Lãnh chúa Darnley            | Henry Stuart, Lãnh chúa Darnley            | Henry Stuart, Lãnh chúa Darnley | Henry Stuart, Lãnh chúa Darnley | Henry Stuart, Lãnh chúa Darnley | Henry Stuart, Lãnh chúa Darnley |                   |                   | Edward VI của Anh                            | Edward VI của Anh                            | Edward VI của Anh                            | Edward VI của Anh                            | Edward VI của Anh                            | Edward VI của Anh                            |                   |                   | Mary I của Anh     | Mary I của Anh     | Mary I của Anh     | Mary I của Anh     | Mary I của Anh     | Mary I của Anh     |  |  | Elizabeth I của Anh | Elizabeth I của Anh | Elizabeth I của Anh | Elizabeth I của Anh | Elizabeth I của Anh | Elizabeth I của Anh |  |  |  |  |  |  |
|                          |                          |                          |                          |                          |                          |                         |                         |                          |                          |                          |                          | James Stewart, Bá tước thứ nhất của Moray | James Stewart, Bá tước thứ nhất của Moray | James Stewart, Bá tước thứ nhất của Moray | James Stewart, Bá tước thứ nhất của Moray | James Stewart, Bá tước thứ nhất của Moray | James Stewart, Bá tước thứ nhất của Moray |               |               | Mary, Nữ vương của người Scot | Mary, Nữ vương của người Scot | Mary, Nữ vương của người Scot | Mary, Nữ vương của người Scot | Mary, Nữ vương của người Scot              | Mary, Nữ vương của người Scot              |                                            |                                            |                                            |                                            |              |              |                                            |                                            |                                            |                                            | Henry Stuart, Lãnh chúa Darnley            | Henry Stuart, Lãnh chúa Darnley            | Henry Stuart, Lãnh chúa Darnley | Henry Stuart, Lãnh chúa Darnley | Henry Stuart, Lãnh chúa Darnley | Henry Stuart, Lãnh chúa Darnley |                   |                   | Edward VI của Anh                            | Edward VI của Anh                            | Edward VI của Anh                            | Edward VI của Anh                            | Edward VI của Anh                            | Edward VI của Anh                            |                   |                   | Mary I của Anh     | Mary I của Anh     | Mary I của Anh     | Mary I của Anh     | Mary I của Anh     | Mary I của Anh     |  |  | Elizabeth I của Anh | Elizabeth I của Anh | Elizabeth I của Anh | Elizabeth I của Anh | Elizabeth I của Anh | Elizabeth I của Anh |  |  |  |  |  |  |
|                          |                          |                          |                          |                          |                          |                         |                         |                          |                          |                          |                          |                                           |                                           |                                           |                                           |                                           |                                           |               |               |                               |                               |                               |                               |                                            |                                            |                                            |                                            |                                            |                                            |              |              |                                            |                                            |                                            |                                            |                                            |                                            |                                 |                                 |                                 |                                 |                   |                   |                                              |                                              |                                              |                                              |                                              |                                              |                   |                   |                    |                    |                    |                    |                    |                    |  |  |                     |                     |                     |                     |                     |                     |  |  |  |  |  |  |
|                          |                          |                          |                          |                          |                          |                         |                         |                          |                          |                          |                          |                                           |                                           |                                           |                                           |                                           |                                           |               |               |                               |                               |                               |                               |                                            |                                            |                                            |                                            | James VI và I                              |                                            |              |              |                                            |                                            |                                            |                                            |                                            |                                            |                                 |                                 |                                 |                                 |                   |                   |                                              |                                              |                                              |                                              |                                              |                                              |                   |                   |                    |                    |                    |                    |                    |                    |  |  |                     |                     |                     |                     |                     |                     |  |  |  |  |  |  |

### Tổ tiên
| \| \| \| \| \| \| \| \| \| \| \| \| \| \| \| \| \| \| \| \| 16. James II của Scotland \| \| \| \| \| \| \| \| \| \| \| \| \| \| \| \| \| \| \| \| \| \| \| \| \| \| \| \| \| \| \| \| \| \| \| \| \| \| \| \| \| \| \| \| \| \| \| \| \| \| \| \| \| \| 8. James III của Scotland \| \| \| \| \| \| \| \| \| \| \| \| \| \| \| \| \| \| \| \| \| \| \| \| \| \| \| \| \| \| \| \| \| \| \| \| \| \| \| \| \| \| \| \| \| \| \| \| \| \| \| \| \| \| 17. Mary xứ Guelders \| \| \| \| \| \| \| \| \| \| \| \| \| \| \| \| \| \| \| \| \| \| \| \| \| \| \| \| \| \| \| \| \| \| \| \| \| \| \| \| \| \| \| \| \| \| \| \| \| \| \| \| \| \| 4. James IV của Scotland \| \| \| \| \| \| \| \| \| \| \| \| \| \| \| \| \| \| \| \| \| \| \| \| \| \| \| \| \| \| \| \| \| \| \| \| \| \| \| \| \| \| \| \| \| \| \| \| \| \| \| \| \| \| 18. Christian I của Đan Mạch \| \| \| \| \| \| \| \| \| \| \| \| \| \| \| \| \| \| \| \| \| \| \| \| \| \| \| \| \| \| \| \| \| \| \| \| \| \| \| \| \| \| \| \| \| \| \| \| \| \| \| \| \| \| 9. Margaret của Đan Mạch \| \| \| \| \| \| \| \| \| \| \| \| \| \| \| \| \| \| \| \| \| \| \| \| \| \| \| \| \| \| \| \| \| \| \| \| \| \| \| \| \| \| \| \| \| \| \| \| \| \| \| \| \| \| 19. Dorothea xứ Brandenburg \| \| \| \| \| \| \| \| \| \| \| \| \| \| \| \| \| \| \| \| \| \| \| \| \| \| \| \| \| \| \| \| \| \| \| \| \| \| \| \| \| \| \| \| \| \| \| \| \| \| \| \| \| \| 2. James V của Scotland \| \| \| \| \| \| \| \| \| \| \| \| \| \| \| \| \| \| \| \| \| \| \| \| \| \| \| \| \| \| \| \| \| \| \| \| \| \| \| \| \| \| \| \| \| \| \| \| \| \| \| \| \| \| 20. Edmund Tudor, Bá tước thứ nhất của Richmond \| \| \| \| \| \| \| \| \| \| \| \| \| \| \| \| \| \| \| \| \| \| \| \| \| \| \| \| \| \| \| \| \| \| \| \| \| \| \| \| \| \| \| \| \| \| \| \| \| \| \| \| \| \| 10. Henry VII của Anh \| \| \| \| \| \| \| \| \| \| \| \| \| \| \| \| \| \| \| \| \| \| \| \| \| \| \| \| \| \| \| \| \| \| \| \| \| \| \| \| \| \| \| \| \| \| \| \| \| \| \| \| \| \| 21. Margaret Beaufort \| \| \| \| \| \| \| \| \| \| \| \| \| \| \| \| \| \| \| \| \| \| \| \| \| \| \| \| \| \| \| \| \| \| \| \| \| \| \| \| \| \| \| \| \| \| \| \| \| \| \| \| \| \| 5. Margaret Tudor \| \| \| \| \| \| \| \| \| \| \| \| \| \| \| \| \| \| \| \| \| \| \| \| \| \| \| \| \| \| \| \| \| \| \| \| \| \| \| \| \| \| \| \| \| \| \| \| \| \| \| \| \| \| 22. Edward IV của Anh \| \| \| \| \| \| \| \| \| \| \| \| \| \| \| \| \| \| \| \| \| \| \| \| \| \| \| \| \| \| \| \| \| \| \| \| \| \| \| \| \| \| \| \| \| \| \| \| \| \| \| \| \| \| 11. Elizabeth xứ York \| \| \| \| \| \| \| \| \| \| \| \| \| \| \| \| \| \| \| \| \| \| \| \| \| \| \| \| \| \| \| \| \| \| \| \| \| \| \| \| \| \| \| \| \| \| \| \| \| \| \| \| \| \| 23. Elizabeth Woodville \| \| \| \| \| \| \| \| \| \| \| \| \| \| \| \| \| \| \| \| \| \| \| \| \| \| \| \| \| \| \| \| \| \| \| \| \| \| \| \| \| \| \| \| \| \| \| \| \| \| \| \| \| \| 1. Mary, Queen of Scots \| \| \| \| \| \| \| \| \| \| \| \| \| \| \| \| \| \| \| \| \| \| \| \| \| \| \| \| \| \| \| \| \| \| \| \| \| \| \| \| \| \| \| \| \| \| \| \| \| \| \| \| \| \| 24. Frederick II, Bá tước Vaudémont \| \| \| \| \| \| \| \| \| \| \| \| \| \| \| \| \| \| \| \| \| \| \| \| \| \| \| \| \| \| \| \| \| \| \| \| \| \| \| \| \| \| \| \| \| \| \| \| \| \| \| \| \| \| 12. René II, Công tước Lorraine \| \| \| \| \| \| \| \| \| \| \| \| \| \| \| \| \| \| \| \| \| \| \| \| \| \| \| \| \| \| \| \| \| \| \| \| \| \| \| \| \| \| \| \| \| \| \| \| \| \| \| \| \| \| 25. Yolande xứ Anjou \| \| \| \| \| \| \| \| \| \| \| \| \| \| \| \| \| \| \| \| \| \| \| \| \| \| \| \| \| \| \| \| \| \| \| \| \| \| \| \| \| \| \| \| \| \| \| \| \| \| \| \| \| \| 6. Claude, Công tước Guise \| \| \| \| \| \| \| \| \| \| \| \| \| \| \| \| \| \| \| \| \| \| \| \| \| \| \| \| \| \| \| \| \| \| \| \| \| \| \| \| \| \| \| \| \| \| \| \| \| \| \| \| \| \| 26. Adolf, Công tước Guelders \| \| \| \| \| \| \| \| \| \| \| \| \| \| \| \| \| \| \| \| \| \| \| \| \| \| \| \| \| \| \| \| \| \| \| \| \| \| \| \| \| \| \| \| \| \| \| \| \| \| \| \| \| \| 13. Philippa xứ Guelders \| \| \| \| \| \| \| \| \| \| \| \| \| \| \| \| \| \| \| \| \| \| \| \| \| \| \| \| \| \| \| \| \| \| \| \| \| \| \| \| \| \| \| \| \| \| \| \| \| \| \| \| \| \| 27. Catharine xứ Bourbon \| \| \| \| \| \| \| \| \| \| \| \| \| \| \| \| \| \| \| \| \| \| \| \| \| \| \| \| \| \| \| \| \| \| \| \| \| \| \| \| \| \| \| \| \| \| \| \| \| \| \| \| \| \| 3. Marie xứ Guise \| \| \| \| \| \| \| \| \| \| \| \| \| \| \| \| \| \| \| \| \| \| \| \| \| \| \| \| \| \| \| \| \| \| \| \| \| \| \| \| \| \| \| \| \| \| \| \| \| \| \| \| \| \| 28. John II, Bá tước Vendôme \| \| \| \| \| \| \| \| \| \| \| \| \| \| \| \| \| \| \| \| \| \| \| \| \| \| \| \| \| \| \| \| \| \| \| \| \| \| \| \| \| \| \| \| \| \| \| \| \| \| \| \| \| \| 14. François, Bá tước Vendôme \| \| \| \| \| \| \| \| \| \| \| \| \| \| \| \| \| \| \| \| \| \| \| \| \| \| \| \| \| \| \| \| \| \| \| \| \| \| \| \| \| \| \| \| \| \| \| \| \| \| \| \| \| \| 29. Isabelle de Beauveau \| \| \| \| \| \| \| \| \| \| \| \| \| \| \| \| \| \| \| \| \| \| \| \| \| \| \| \| \| \| \| \| \| \| \| \| \| \| \| \| \| \| \| \| \| \| \| \| \| \| \| \| \| \| 7. Antoinette de Bourbon \| \| \| \| \| \| \| \| \| \| \| \| \| \| \| \| \| \| \| \| \| \| \| \| \| \| \| \| \| \| \| \| \| \| \| \| \| \| \| \| \| \| \| \| \| \| \| \| \| \| \| \| \| \| 30. Peter II, Bá tước Saint-Pol \| \| \| \| \| \| \| \| \| \| \| \| \| \| \| \| \| \| \| \| \| \| \| \| \| \| \| \| \| \| \| \| \| \| \| \| \| \| \| \| \| \| \| \| \| \| \| \| \| \| \| \| \| \| 15. Marie de Luxembourg \| \| \| \| \| \| \| \| \| \| \| \| \| \| \| \| \| \| \| \| \| \| \| \| \| \| \| \| \| \| \| \| \| \| \| \| \| \| \| \| \| \| \| \| \| \| \| \| \| \| \| \| \| \| 31. Marguerite xứ Savoy \| \| \| \| \| \| \| \| \| \| \| \| \| \| \| \| \| \| \| \| \| \| \| \| \| \| \| \| \| \| \| \| \| \| \| \| \| \| \| \| \| \| \| \| \| \| \| \| \| \| \| \| |                                                 |  |  |  |  |  |  |  |  |  |  |  |  |  |  |  |
| |                                                 |  |  |  |  |  |  |  |  |  |  |  |  |  |  |  |
| | 16. James II của Scotland                       |  |  |  |  |  |  |  |  |  |  |  |  |  |  |  |
| |                                                 |  |  |  |  |  |  |  |  |  |  |  |  |  |  |  |
| |                                                 |  |  |  |  |  |  |  |  |  |  |  |  |  |  |  |
| | 8. James III của Scotland                       |  |  |  |  |  |  |  |  |  |  |  |  |  |  |  |
| |                                                 |  |  |  |  |  |  |  |  |  |  |  |  |  |  |  |
| |                                                 |  |  |  |  |  |  |  |  |  |  |  |  |  |  |  |
| | 17. Mary xứ Guelders                            |  |  |  |  |  |  |  |  |  |  |  |  |  |  |  |
| |                                                 |  |  |  |  |  |  |  |  |  |  |  |  |  |  |  |
| |                                                 |  |  |  |  |  |  |  |  |  |  |  |  |  |  |  |
| | 4. James IV của Scotland                        |  |  |  |  |  |  |  |  |  |  |  |  |  |  |  |
| |                                                 |  |  |  |  |  |  |  |  |  |  |  |  |  |  |  |
| |                                                 |  |  |  |  |  |  |  |  |  |  |  |  |  |  |  |
| | 18. Christian I của Đan Mạch                    |  |  |  |  |  |  |  |  |  |  |  |  |  |  |  |
| |                                                 |  |  |  |  |  |  |  |  |  |  |  |  |  |  |  |
| |                                                 |  |  |  |  |  |  |  |  |  |  |  |  |  |  |  |
| | 9. Margaret của Đan Mạch                        |  |  |  |  |  |  |  |  |  |  |  |  |  |  |  |
| |                                                 |  |  |  |  |  |  |  |  |  |  |  |  |  |  |  |
| |                                                 |  |  |  |  |  |  |  |  |  |  |  |  |  |  |  |
| | 19. Dorothea xứ Brandenburg                     |  |  |  |  |  |  |  |  |  |  |  |  |  |  |  |
| |                                                 |  |  |  |  |  |  |  |  |  |  |  |  |  |  |  |
| |                                                 |  |  |  |  |  |  |  |  |  |  |  |  |  |  |  |
| | 2. James V của Scotland                         |  |  |  |  |  |  |  |  |  |  |  |  |  |  |  |
| |                                                 |  |  |  |  |  |  |  |  |  |  |  |  |  |  |  |
| |                                                 |  |  |  |  |  |  |  |  |  |  |  |  |  |  |  |
| | 20. Edmund Tudor, Bá tước thứ nhất của Richmond |  |  |  |  |  |  |  |  |  |  |  |  |  |  |  |
| |                                                 |  |  |  |  |  |  |  |  |  |  |  |  |  |  |  |
| |                                                 |  |  |  |  |  |  |  |  |  |  |  |  |  |  |  |
| | 10. Henry VII của Anh                           |  |  |  |  |  |  |  |  |  |  |  |  |  |  |  |
| |                                                 |  |  |  |  |  |  |  |  |  |  |  |  |  |  |  |
| |                                                 |  |  |  |  |  |  |  |  |  |  |  |  |  |  |  |
| | 21. Margaret Beaufort                           |  |  |  |  |  |  |  |  |  |  |  |  |  |  |  |
| |                                                 |  |  |  |  |  |  |  |  |  |  |  |  |  |  |  |
| |                                                 |  |  |  |  |  |  |  |  |  |  |  |  |  |  |  |
| | 5. Margaret Tudor                               |  |  |  |  |  |  |  |  |  |  |  |  |  |  |  |
| |                                                 |  |  |  |  |  |  |  |  |  |  |  |  |  |  |  |
| |                                                 |  |  |  |  |  |  |  |  |  |  |  |  |  |  |  |
| | 22. Edward IV của Anh                           |  |  |  |  |  |  |  |  |  |  |  |  |  |  |  |
| |                                                 |  |  |  |  |  |  |  |  |  |  |  |  |  |  |  |
| |                                                 |  |  |  |  |  |  |  |  |  |  |  |  |  |  |  |
| | 11. Elizabeth xứ York                           |  |  |  |  |  |  |  |  |  |  |  |  |  |  |  |
| |                                                 |  |  |  |  |  |  |  |  |  |  |  |  |  |  |  |
| |                                                 |  |  |  |  |  |  |  |  |  |  |  |  |  |  |  |
| | 23. Elizabeth Woodville                         |  |  |  |  |  |  |  |  |  |  |  |  |  |  |  |
| |                                                 |  |  |  |  |  |  |  |  |  |  |  |  |  |  |  |
| |                                                 |  |  |  |  |  |  |  |  |  |  |  |  |  |  |  |
| | 1. Mary, Queen of Scots                         |  |  |  |  |  |  |  |  |  |  |  |  |  |  |  |
| |                                                 |  |  |  |  |  |  |  |  |  |  |  |  |  |  |  |
| |                                                 |  |  |  |  |  |  |  |  |  |  |  |  |  |  |  |
| | 24. Frederick II, Bá tước Vaudémont             |  |  |  |  |  |  |  |  |  |  |  |  |  |  |  |
| |                                                 |  |  |  |  |  |  |  |  |  |  |  |  |  |  |  |
| |                                                 |  |  |  |  |  |  |  |  |  |  |  |  |  |  |  |
| | 12. René II, Công tước Lorraine                 |  |  |  |  |  |  |  |  |  |  |  |  |  |  |  |
| |                                                 |  |  |  |  |  |  |  |  |  |  |  |  |  |  |  |
| |                                                 |  |  |  |  |  |  |  |  |  |  |  |  |  |  |  |
| | 25. Yolande xứ Anjou                            |  |  |  |  |  |  |  |  |  |  |  |  |  |  |  |
| |                                                 |  |  |  |  |  |  |  |  |  |  |  |  |  |  |  |
| |                                                 |  |  |  |  |  |  |  |  |  |  |  |  |  |  |  |
| | 6. Claude, Công tước Guise                      |  |  |  |  |  |  |  |  |  |  |  |  |  |  |  |
| |                                                 |  |  |  |  |  |  |  |  |  |  |  |  |  |  |  |
| |                                                 |  |  |  |  |  |  |  |  |  |  |  |  |  |  |  |
| | 26. Adolf, Công tước Guelders                   |  |  |  |  |  |  |  |  |  |  |  |  |  |  |  |
| |                                                 |  |  |  |  |  |  |  |  |  |  |  |  |  |  |  |
| |                                                 |  |  |  |  |  |  |  |  |  |  |  |  |  |  |  |
| | 13. Philippa xứ Guelders                        |  |  |  |  |  |  |  |  |  |  |  |  |  |  |  |
| |                                                 |  |  |  |  |  |  |  |  |  |  |  |  |  |  |  |
| |                                                 |  |  |  |  |  |  |  |  |  |  |  |  |  |  |  |
| | 27. Catharine xứ Bourbon                        |  |  |  |  |  |  |  |  |  |  |  |  |  |  |  |
| |                                                 |  |  |  |  |  |  |  |  |  |  |  |  |  |  |  |
| |                                                 |  |  |  |  |  |  |  |  |  |  |  |  |  |  |  |
| | 3. Marie xứ Guise                               |  |  |  |  |  |  |  |  |  |  |  |  |  |  |  |
| |                                                 |  |  |  |  |  |  |  |  |  |  |  |  |  |  |  |
| |                                                 |  |  |  |  |  |  |  |  |  |  |  |  |  |  |  |
| | 28. John II, Bá tước Vendôme                    |  |  |  |  |  |  |  |  |  |  |  |  |  |  |  |
| |                                                 |  |  |  |  |  |  |  |  |  |  |  |  |  |  |  |
| |                                                 |  |  |  |  |  |  |  |  |  |  |  |  |  |  |  |
| | 14. François, Bá tước Vendôme                   |  |  |  |  |  |  |  |  |  |  |  |  |  |  |  |
| |                                                 |  |  |  |  |  |  |  |  |  |  |  |  |  |  |  |
| |                                                 |  |  |  |  |  |  |  |  |  |  |  |  |  |  |  |
| | 29. Isabelle de Beauveau                        |  |  |  |  |  |  |  |  |  |  |  |  |  |  |  |
| |                                                 |  |  |  |  |  |  |  |  |  |  |  |  |  |  |  |
| |                                                 |  |  |  |  |  |  |  |  |  |  |  |  |  |  |  |
| | 7. Antoinette de Bourbon                        |  |  |  |  |  |  |  |  |  |  |  |  |  |  |  |
| |                                                 |  |  |  |  |  |  |  |  |  |  |  |  |  |  |  |
| |                                                 |  |  |  |  |  |  |  |  |  |  |  |  |  |  |  |
| | 30. Peter II, Bá tước Saint-Pol                 |  |  |  |  |  |  |  |  |  |  |  |  |  |  |  |
| |                                                 |  |  |  |  |  |  |  |  |  |  |  |  |  |  |  |
| |                                                 |  |  |  |  |  |  |  |  |  |  |  |  |  |  |  |
| | 15. Marie de Luxembourg                         |  |  |  |  |  |  |  |  |  |  |  |  |  |  |  |
| |                                                 |  |  |  |  |  |  |  |  |  |  |  |  |  |  |  |
| |                                                 |  |  |  |  |  |  |  |  |  |  |  |  |  |  |  |
| | 31. Marguerite xứ Savoy                         |  |  |  |  |  |  |  |  |  |  |  |  |  |  |  |
| |                                                 |  |  |  |  |  |  |  |  |  |  |  |  |  |  |  |
| |                                                 |  |  |  |  |  |  |  |  |  |  |  |  |  |  |  |

## Một số hình ảnh

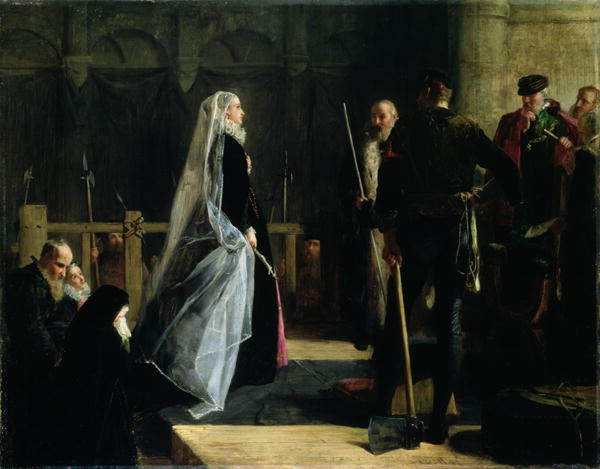
Cảnh hành quyết
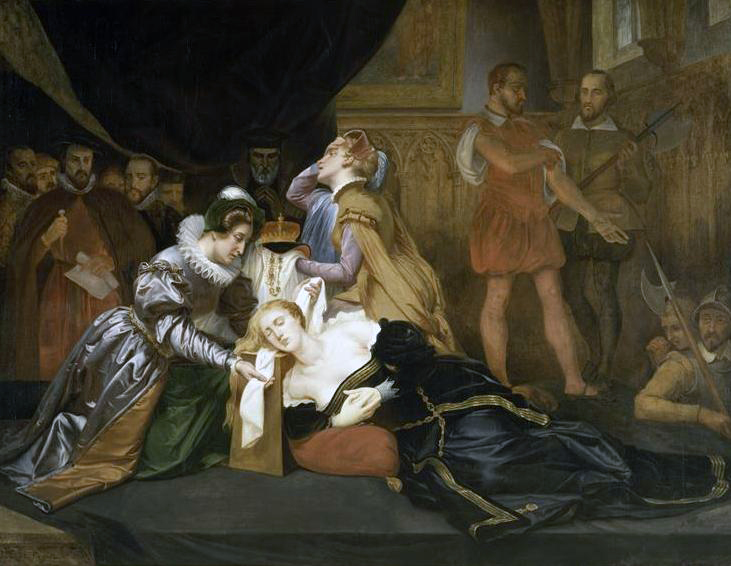
Bị hành quyết
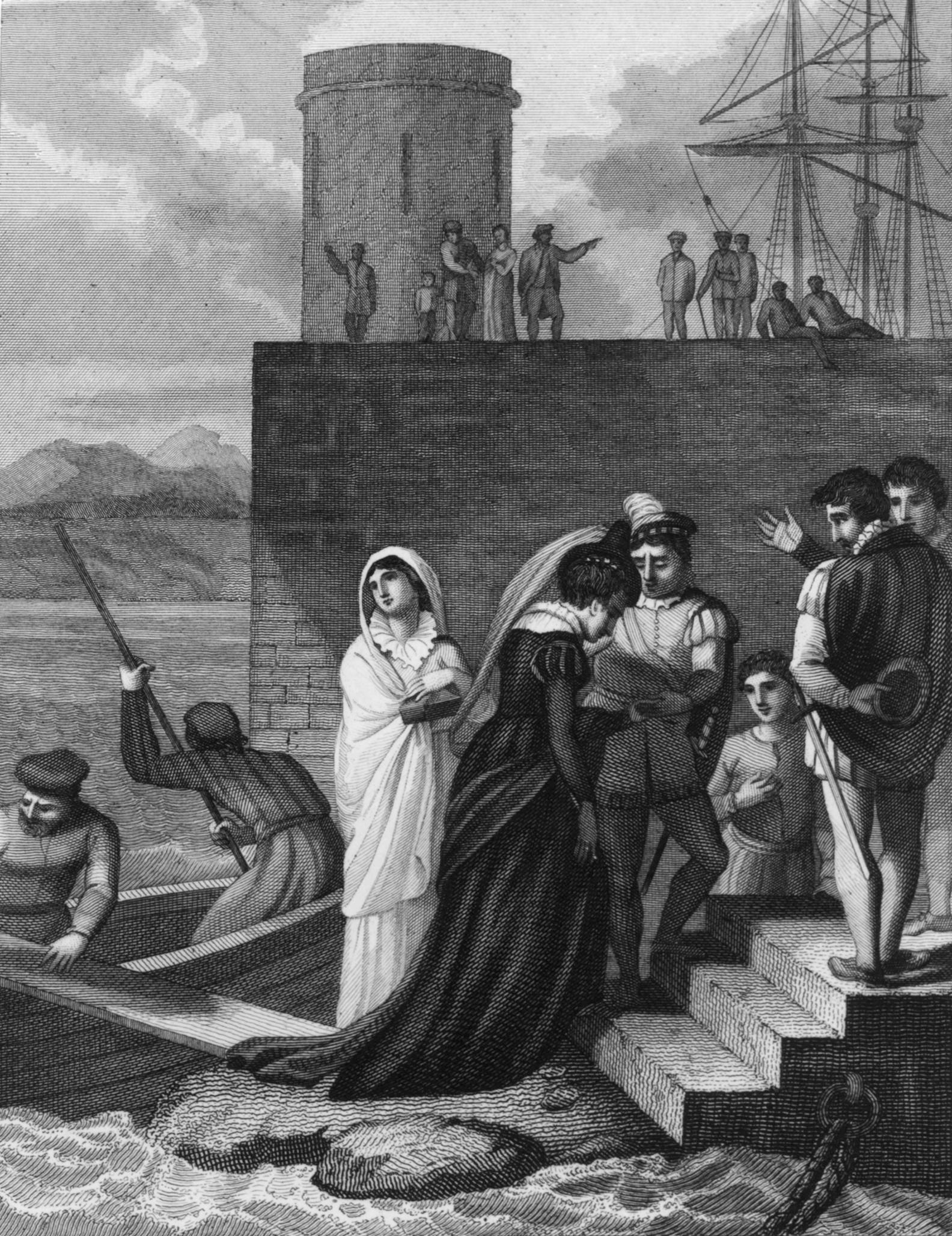
Trở lại nước Anh
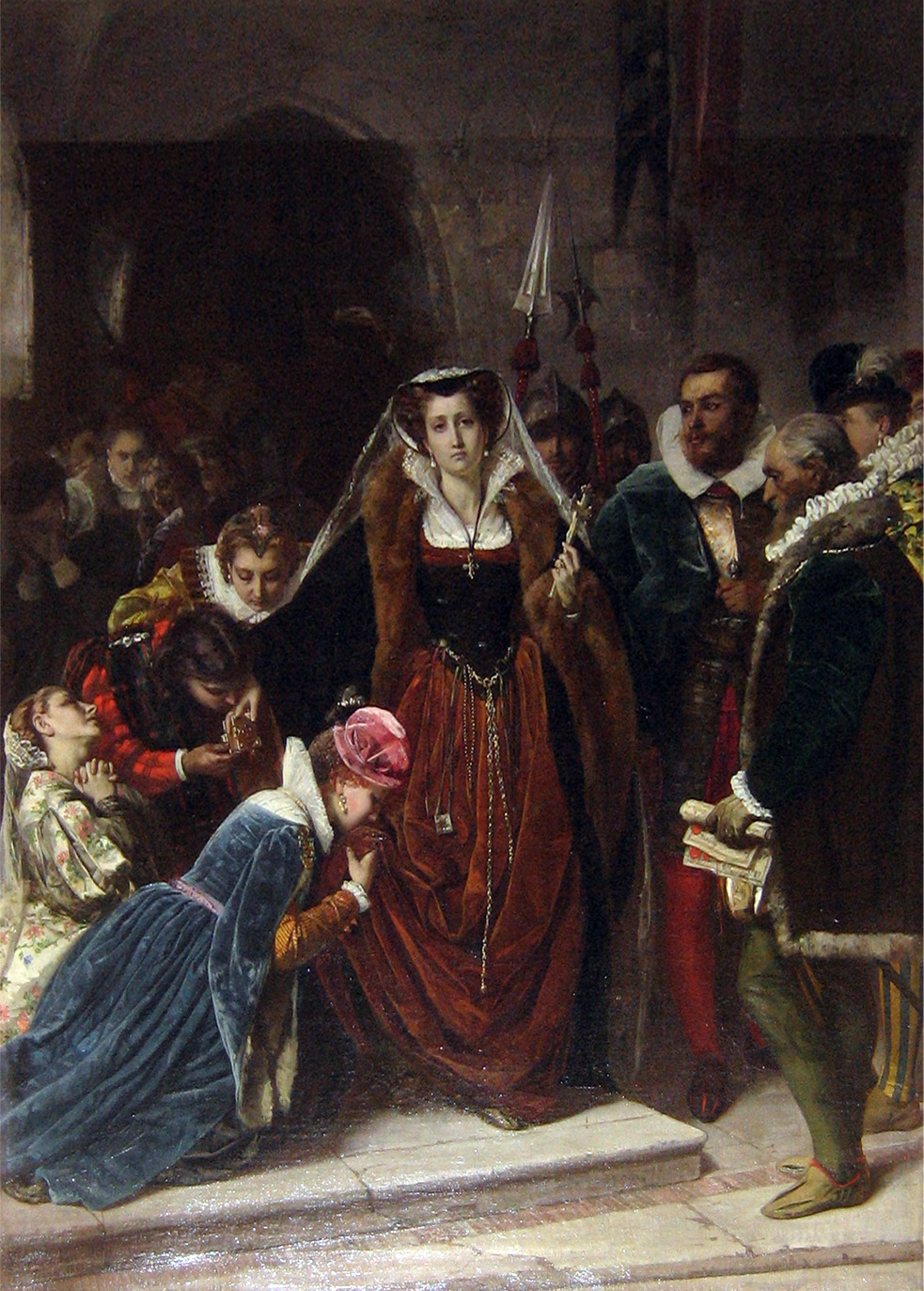
Được tôn sùng
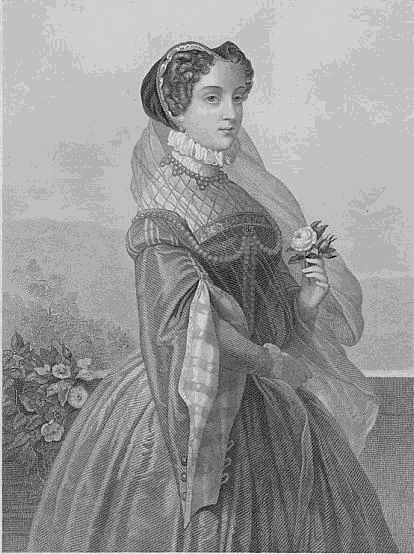
Nữ vương khi còn trẻ

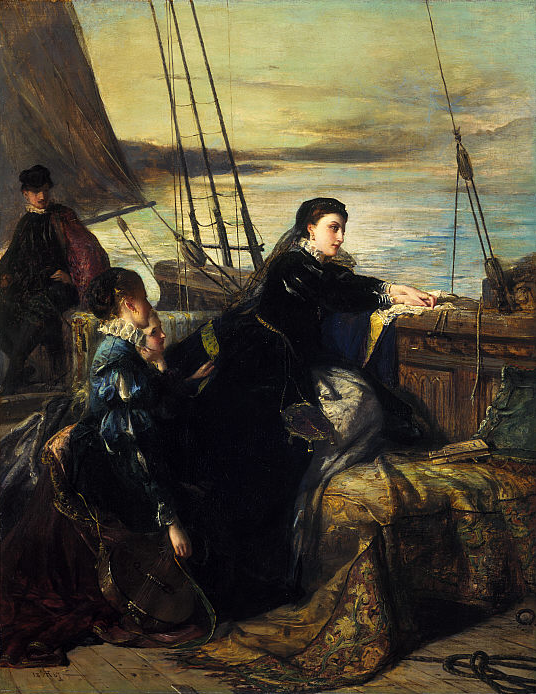
Giã biệt nước Pháp
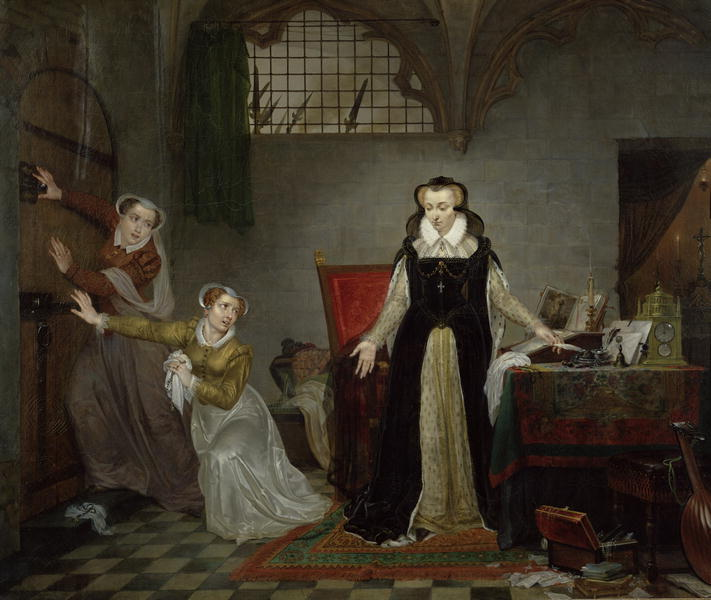
Trong chốn ngục tù
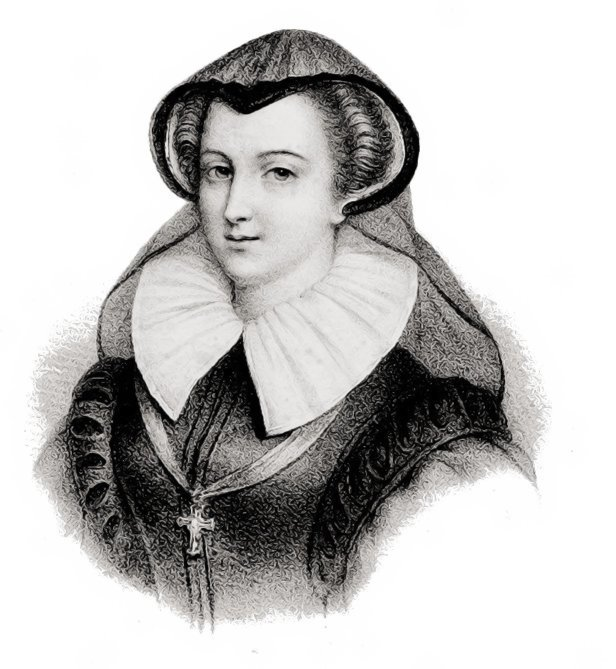
Chân dung Nữ vương
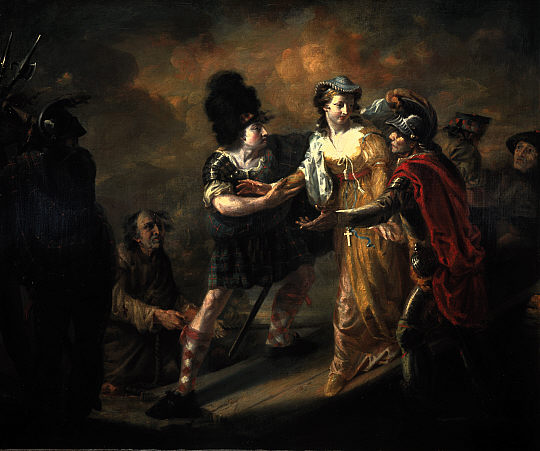
Trốn chạy
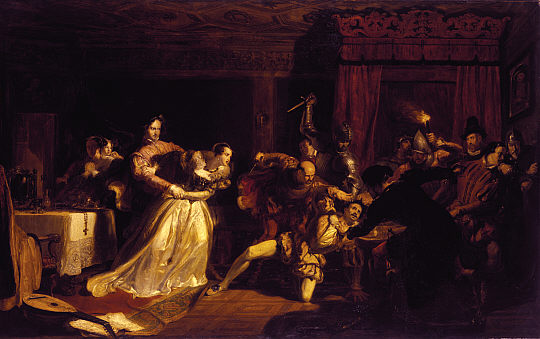
Vụ án mạng David Rizzio